# Wendlingen am Neckar

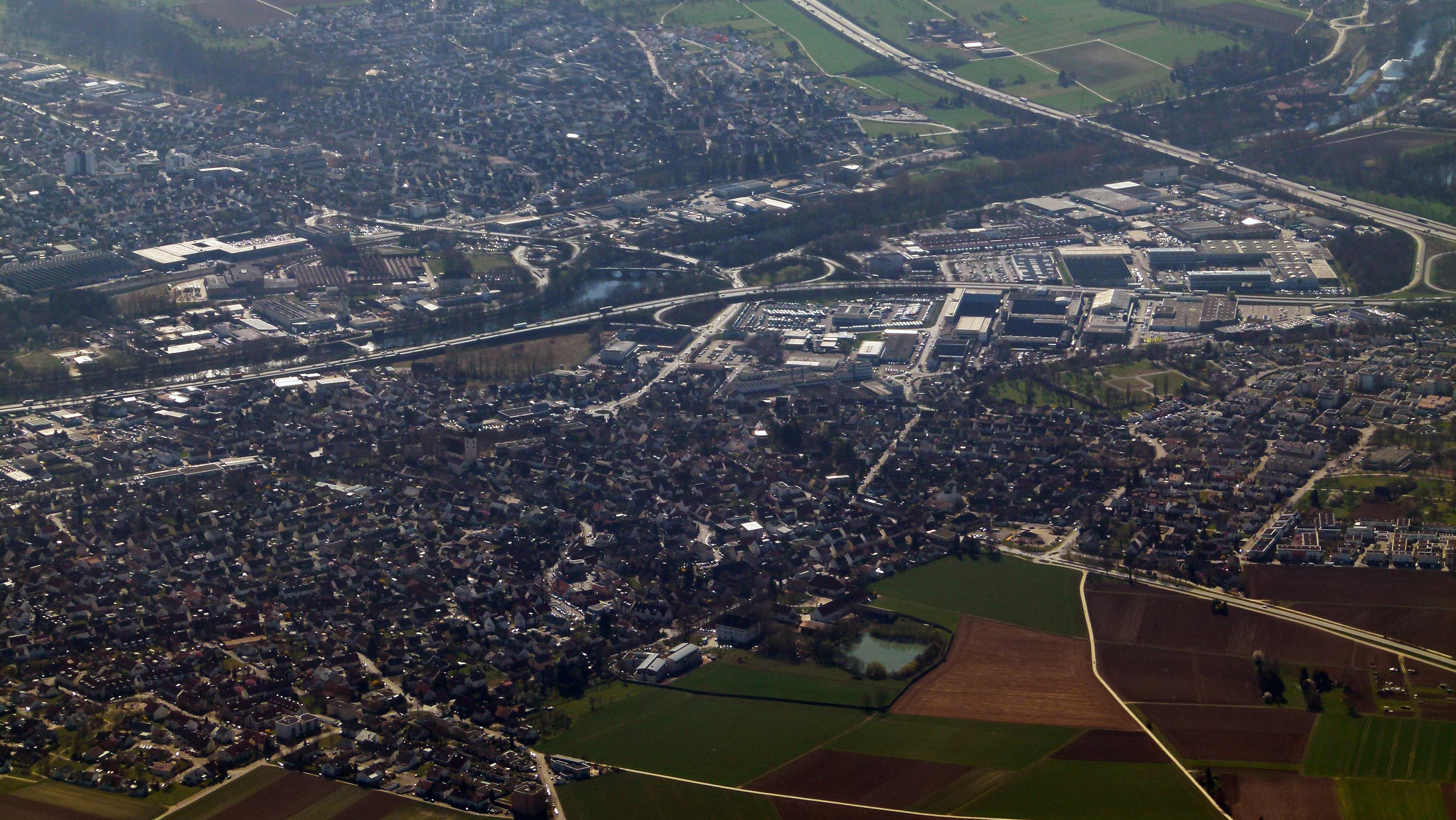
Köngen (unten) und Wendlingen am Neckar (oben)

Wendlingen am Neckar ist eine Stadt im Landkreis Esslingen in Baden-Württemberg. Sie gehört zur Region Stuttgart (bis 1992 Region Mittlerer Neckar) und zur europäischen Metropolregion Stuttgart.

## Geographie

### Geographische Lage
Wendlingen am Neckar liegt etwa 20 Kilometer südöstlich von Stuttgart an der Mündung der Lauter in den Neckar. In der näheren Umgebung liegen Esslingen (Luftlinie 9 km), Kirchheim (6 km) und Nürtingen (7 km). Der niedrigste Punkt befindet sich auf 255 m ü. NHN im Neckartal an der nördlichen Gemarkungsgrenze, der höchste Punkt liegt auf 345 m ü. NHN im Wendlinger Wald (die kleine Exklave im äußersten Süden im Rübholz-Wald liegt rund 360 m ü. NHN). Auf der nordöstlichen Lautertalseite reicht die Gemarkung fast bis zur Kuppe des Schulerbergs (337 m ü. NHN). Das Stadtgebiet hat eine Nord-Süd-Ausdehnung von 5,2 Kilometern, in Richtung Ost-West von 4,9 Kilometern.

### Stadtgliederung
Wendlingen am Neckar umfasst die Ortsteile Wendlingen, Unterboihingen und Bodelshofen, die ehemals drei selbständige Orte waren.

### Nachbargemeinden
Angrenzende Gemeinden sind Köngen im Nordwesten, Wernau im Nordosten, Kirchheim unter Teck im Südosten, Oberboihingen im Süden und Unterensingen im Westen (alle Landkreis Esslingen).

### Flächenaufteilung
Nach Daten des Statistischen Landesamtes, Stand 2014.

## Geschichte

### Stadtentstehung durch Zusammenschluss zweier Gemeinden im Jahr 1940
Die heutige Stadt Wendlingen am Neckar entstand durch Verfügung vom 6. Juni 1939 des württembergischen Reichsstatthalters Wilhelm Murr zum 1. April 1940 aus den ehemals selbständigen Gemeinden Wendlingen mit Bodelshofen und Unterboihingen. Als Name wurde Wendlingen am Neckar bestimmt.

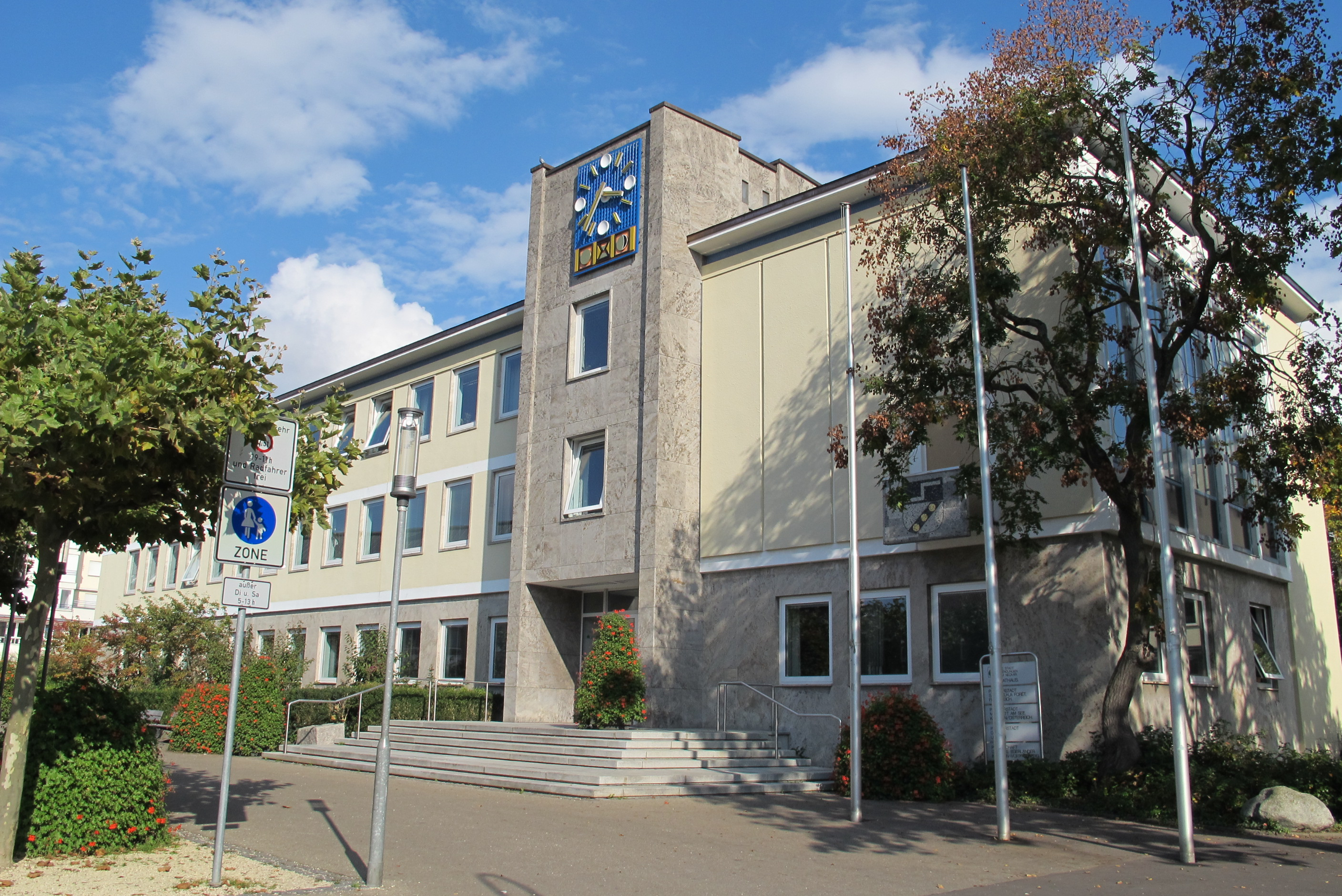
Rathaus

Nach dem Zweiten Weltkrieg bewirkte die Ansiedlung von Heimatvertriebenen, vor allem aus dem Egerland, einen deutlichen Bevölkerungszuwachs. Am 27. August 1966 übernahm die Stadt Wendlingen am Neckar die Patenschaft über die Egerländer in Baden-Württemberg. Diese brachten auch die Tradition des Vinzenzifestes aus der Stauferstadt Eger in ihre neue Heimat mit. Seit 1952 wird das Vinzenzifest mit der Egerländer Gmoi und den Heimat- und Trachtenverbänden als eines der größten Brauchtumsfeste in Baden-Württemberg ununterbrochen gefeiert.

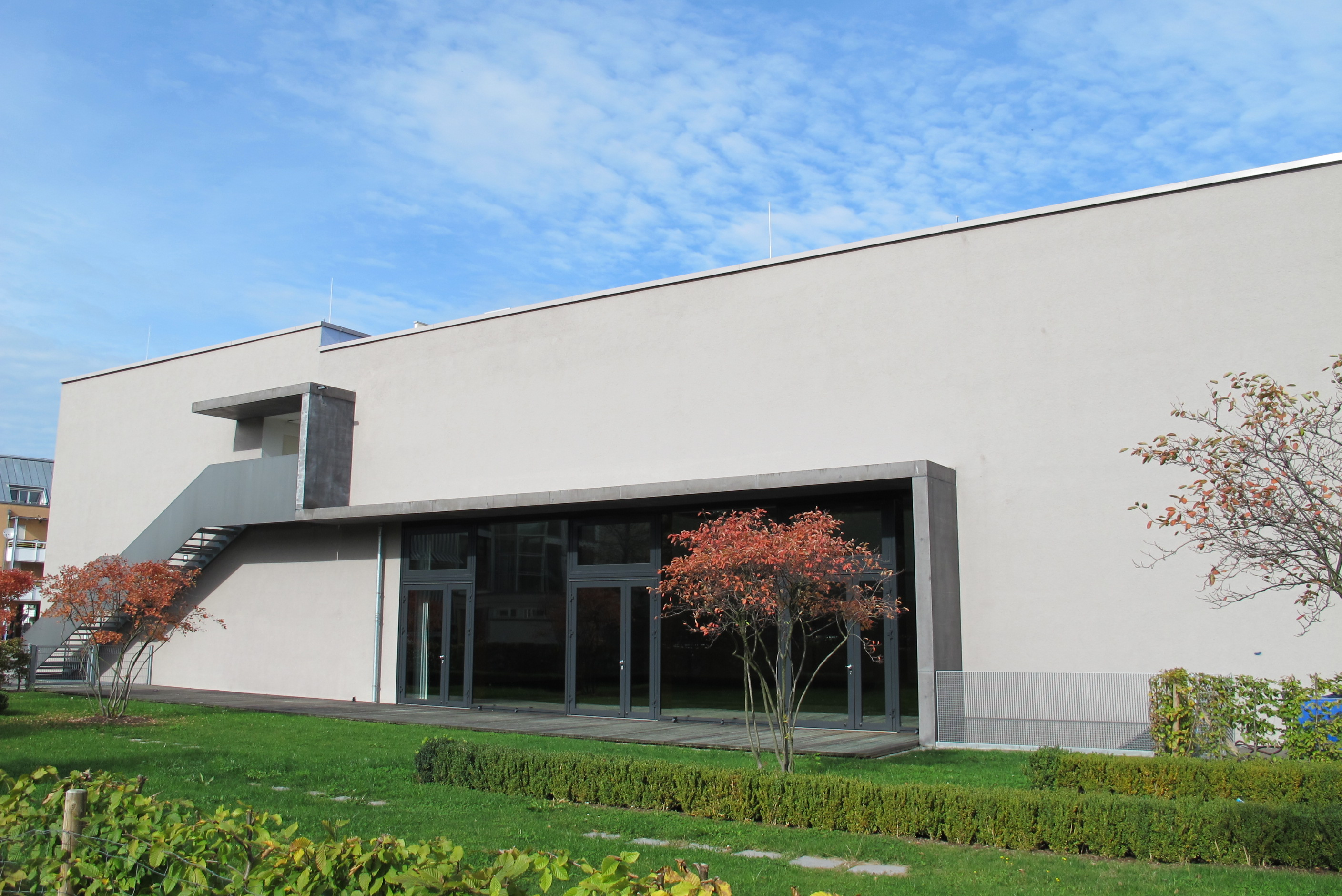
Treffpunkt Stadtmitte mit Feiergarten

Die Landesregierung Baden-Württemberg hat am 15. Dezember 1964 der Gemeinde Wendlingen am Neckar im früheren Landkreis Nürtingen die Bezeichnung „Stadt“ verliehen. Einstmals besaß Wendlingen von 1230 bis 1805 Stadtrechte. Diese erhielt Wendlingen von dem hochadligen Geschlecht der Grafen von Aichelberg. Aufgrund der Aufhebung der Landstände im Jahr 1805 verlor Wendlingen die Stadtrechte.

### Stadterweiterung mit kommunalen Einrichtungen ab 1989

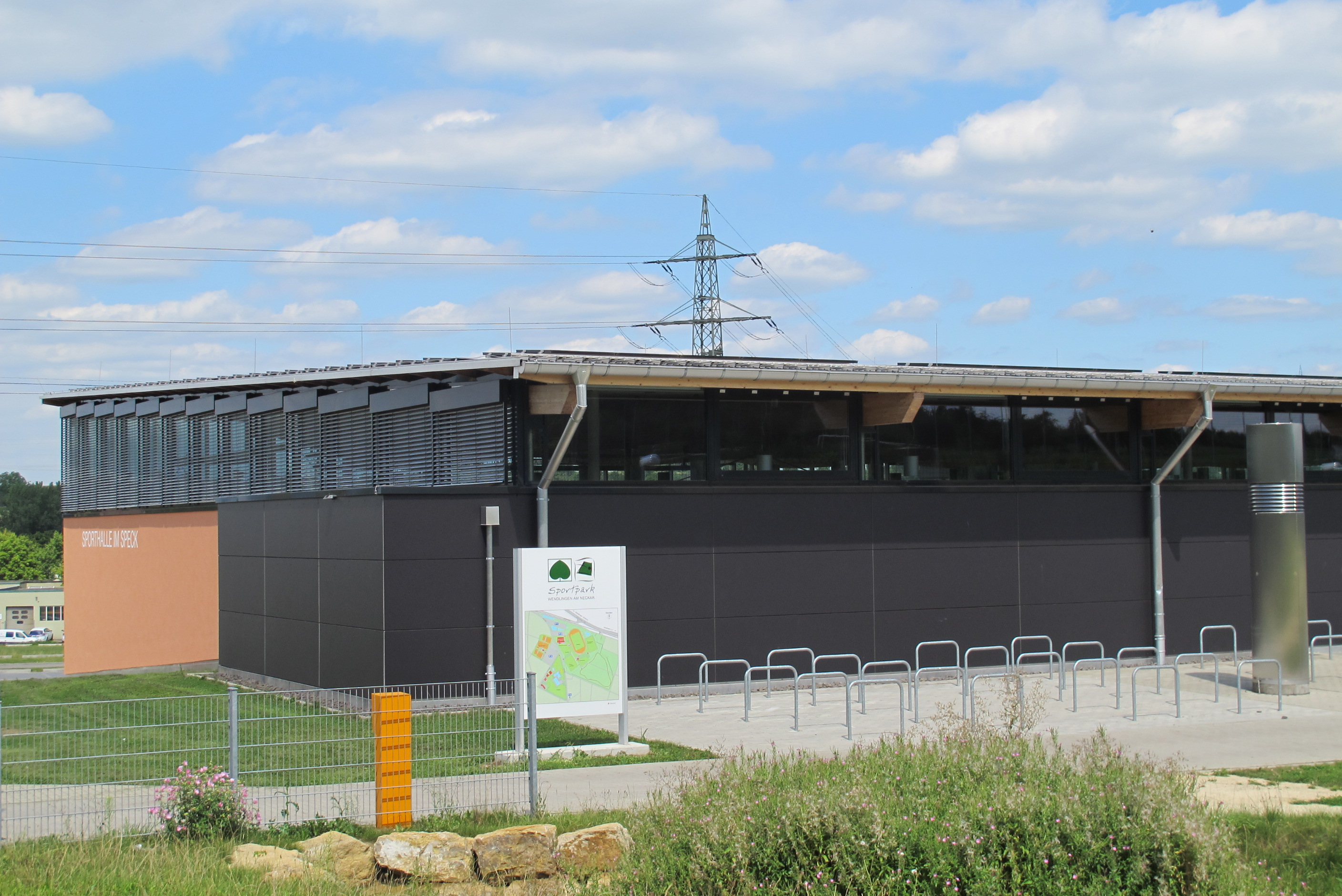
Sporthalle Im Speck

Die bauliche Entwicklung der Neuen Stadtmitte, welche 1989 eingeweiht wurde, begann 1957 mit dem Bau eines Rathauses, das 1959 fertiggestellt war. Seit Dezember 1987 befindet sich die neue Stadtbücherei in der Stadtmitte. Das Langhaus und das Turmhaus wurden 1988 fertiggestellt wie auch der mit Platanen bepflanzte Saint-Leu-la-Forêt-Platz.

Die Neue Stadtmitte war mit der Eröffnung des Stadt- und Kulturhauses Treffpunkt Stadtmitte im Jahr 2009 schließlich abgeschlossen. Dieses Stadthaus am Marktplatz bietet Platz für die Musikschule, die Volkshochschule, für Vereine sowie die Begegnungsstätte „MiT“ (Menschen im Treffpunkt). Es stehen Festräume für verschiedene Anlässe zur Verfügung. Der kleine Saal kann zu Veranstaltungen an einer Glasfront zum Marktplatz hin geöffnet werden und bietet Platz für ca. 150 Personen. Der große Saal ermöglicht einen direkten Zugang ins Freie mit einer attraktiven Außenfläche und bietet Platz für ca. 350 Personen. Es besteht die Möglichkeit, den großen und den kleinen Saal miteinander zu verbinden.

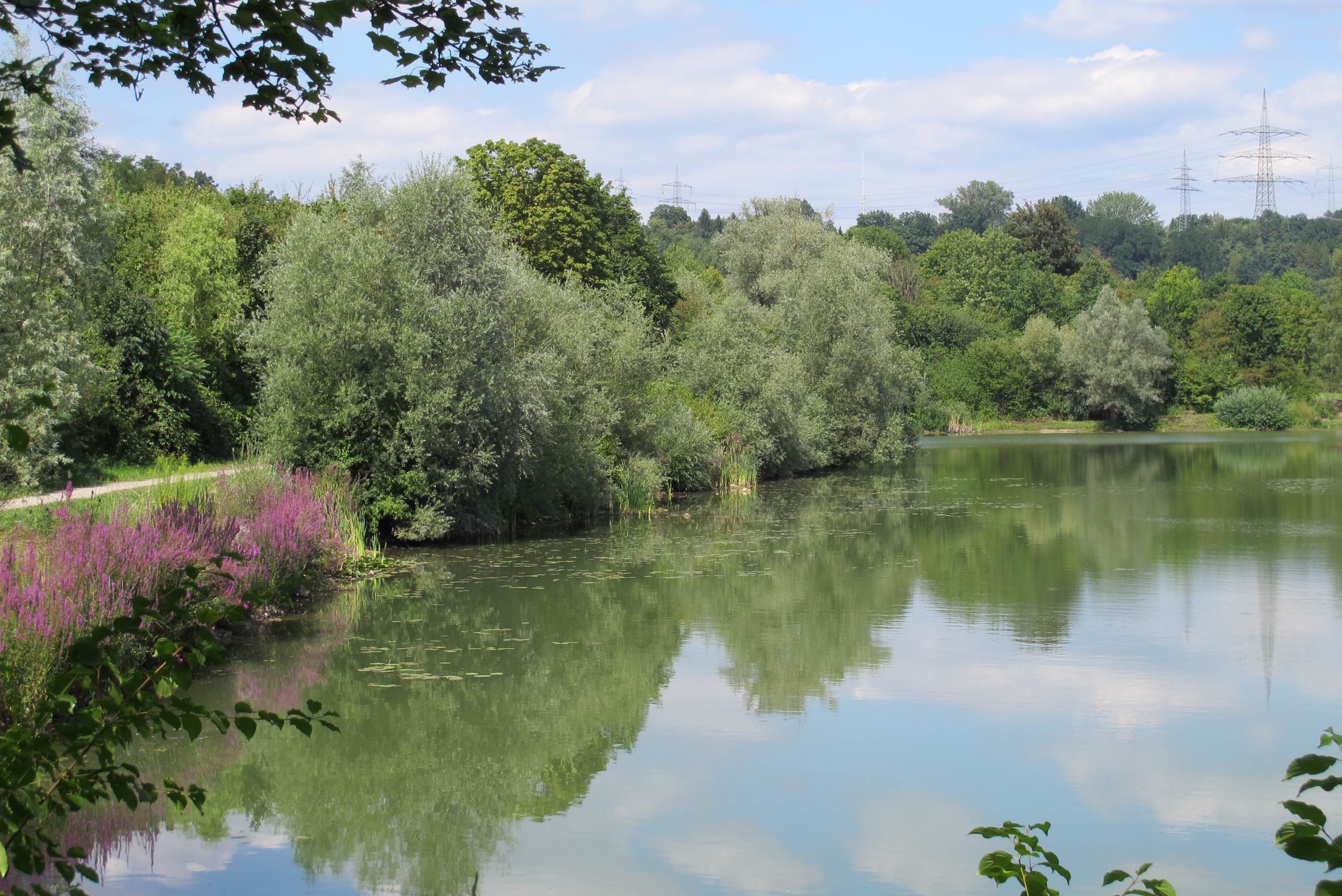
Hüttensee

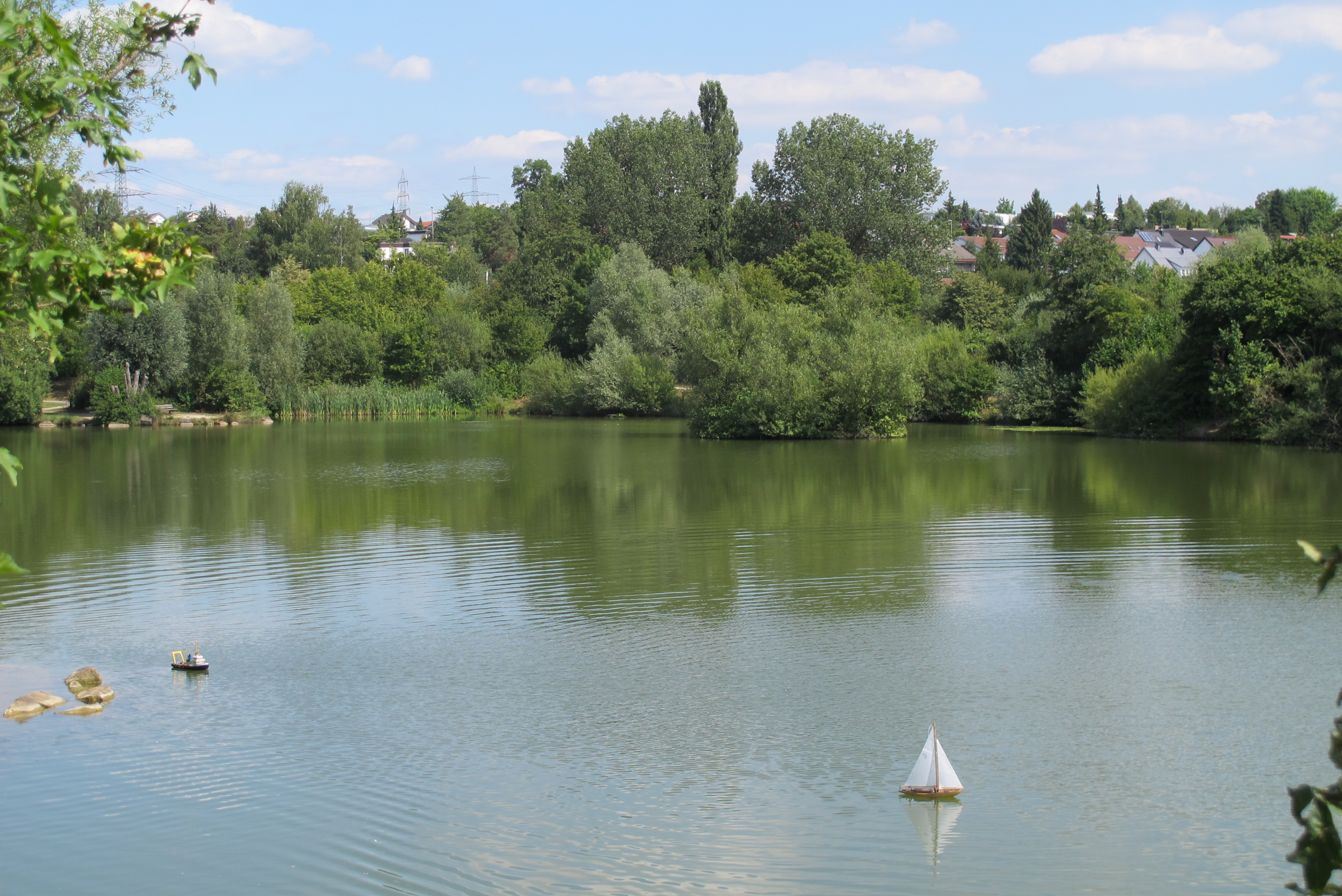
Schäferhauser See

Zudem wurde 2009 der Bau von neuen Sportanlagen im Gewann Im Speck vollendet. Der Sportpark und die neue zweiteilbare Sporthalle Im Speck steht den Sportinteressierten für den Trainings- und Spielbetrieb im Fußball, Leichtathletik und vielen anderen Sportarten zur Verfügung. Im Jahr 2010 wurde der Sportpark durch eine Tennisanlage und später durch einen Skaterpark mit Streetballfeld vervollständigt.
Seit den 1990er Jahren ist Wendlingen am Neckar eine Schulstadt mit einem voll ausgebauten Schulwesen. Neben Grundschulen, einer Realschule und einem Gymnasium umfasst das Wendlinger Schulwesen eine Förderschule, eine Grundschulförderklasse sowie eine Gemeinschaftsschule.
In den ersten Jahren des 21. Jahrhunderts hat sich Wendlingen am Neckar auch immer mehr zu einer fahrradfreundlichen Stadt durch den Ausbau des innerörtlichen Radwegenetzes und die Installation von Aufladestationen für E-Bikes am Zentralen Omnibusbahnhof entwickelt. Ebenso wurden an dieser Stelle Fahrradboxen und ein deutlich vergrößerter Fahrradabstellplatz für die Berufspendler geschaffen.
Im Jahr 2015 feierte die Stadt Wendlingen am Neckar den 75-jährigen Zusammenschluss von Wendlingen mit Bodelshofen und Unterboihingen.

### Religionen
Die Reformation wurde in Wendlingen 1539, in Bodelshofen 1616 eingeführt. Unterboihingen war neben Pfauhausen und Steinbach (heutiges Wernau) sowie Neuhausen auf den Fildern über Jahrhunderte eine der wenigen katholischen Ortschaften in der näheren und weiteren Umgebung.
Die Eusebiuskirche und die Johanneskirche in Wendlingen sowie die Jakobuskirche in Bodelshofen sind evangelisch. Die St. Kolumban-Kirche und die Kapelle im Hirnholz sind katholisch. Außerdem gibt es noch eine Neuapostolische Kirche sowie Einrichtungen anderer Glaubensrichtungen.

### Geschichte der Ortsteile

#### Bodelshofen

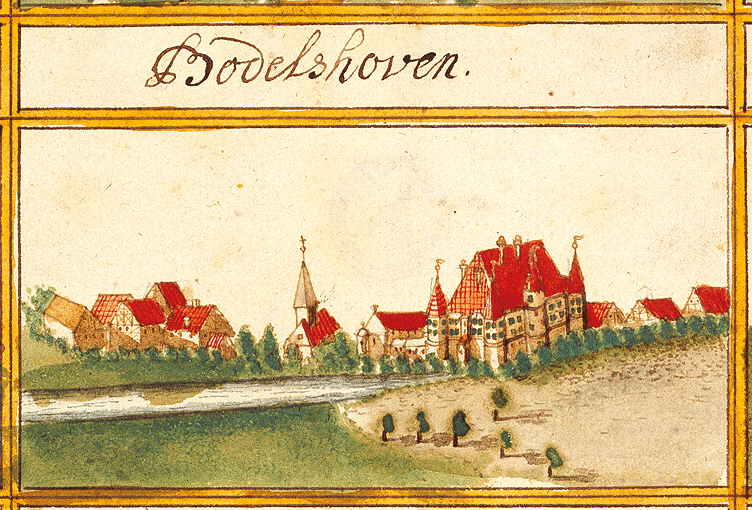
Bodelshofen 1683, Forstlagerbuch von Andreas Kieser

Das Rittergut Bodelshofen wird 1268 erstmals urkundlich erwähnt. Es unterstand damals den Herzögen von Teck und kam um 1400 an die Herren von Wernau. 1740 erwarb Franz Gottlieb von Palm den Weiler von den Herren von Mentzingen, die den Weiler seit 1680 besaßen. Das dortige Hofgut befindet sich bis heute im Besitz von Nachfahren der Freiherren von Palm, der Freiherren von Massenbach.
1829 wurde der Weiler Bodelshofen mit der Gemeinde Wendlingen vereinigt. Dennoch behielt Bodelshofen eine gewisse Selbständigkeit. Nach wie vor bestand ein eigenes Bodelshofer Bürgerrecht. 1934 verlor Bodelshofen seine Selbständigkeit und wurde nach Wendlingen eingemeindet.
Bodelshofen wird insbesondere durch das Hofgut und die am Jakobsweg gelegene Jakobuskirche geprägt.

#### Unterboihingen

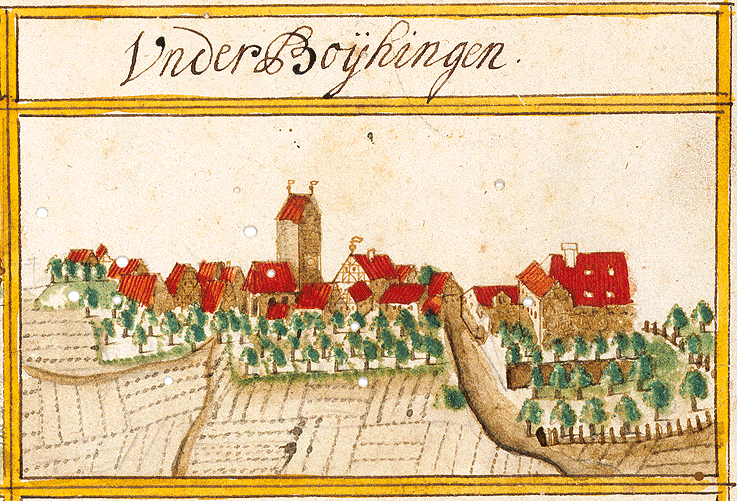
Unterboihingen 1683

Erste Nennungen von Boihingen finden sich um 1100 und 1130 in den Schenkungsbüchern des Klosters Hirsau. Es ist jedoch nicht klar zu erkennen, ob Unterboihingen oder Oberboihingen gemeint ist. Eine genaue Unterscheidung der beiden Orte geht auf eine Urkunde vom 5. Juni 1336 zurück.
Zu dieser Zeit war Unterboihingen im Besitz der Grafen von Hohenberg. Unterboihingen gehörte ebenfalls zum angestammten Besitz der Grafen von Aichelberg und später den Herren von Wernau. 1684 erlosch der Stamm der Herren von Wernau am Unteren Neckar mit dem aus Unterboihingen stammenden Fürstbischof von Würzburg, Konrad Wilhelm von Wernau. Jahrzehntelange Erbstreitigkeiten folgten. Für kurze Zeit, von 1730 bis 1736, konnte die Mätresse von Herzog Eberhard Ludwig, Wilhelmine von Grävenitz alias Gräfin von Würben, Unterboihingen in ihren Besitz bringen. 1739 erwarb Freiherr Wilhelm Ludwig Thumb von Neuburg, vor allem durch Tausch gegen die Hälfte der Herrschaft Köngen, Unterboihingen.
Die Adelsfamilie Thumb von Neuburg ist noch immer Eigentümer des Schlosses in Unterboihingen.
1805 kam Unterboihingen an Württemberg und wurde dem Oberamt Nürtingen zugeordnet.
Mit dem Bahnhof Unterboihingen auf dem ersten Abschnitt der neugebauten Bahnstrecke Plochingen–Immendingen der Königlich Württembergischen Staats-Eisenbahnen begann 1859 das Industriezeitalter.
Schon zu Zeiten der Römer gab es auf Unterboihinger Gemarkung einen römischen Gutshof, eine Villa Rustica mit einer dazugehörigen römischen Badeanlage, welche im Jahre 1961 entdeckt wurde. Obwohl diese mit Ausmaßen von 22 mal 13 Metern eine der schönsten und größten Badeanlagen in Baden-Württemberg darstellt, musste diese im Herbst 1961 wieder abgedeckt werden. Bei einem Gutshof dieser Größe könnten dort bis zu 50 Personen gearbeitet und gelebt haben. Durch Bebauung des Geländes neben der Badeanlage im Herbst 2005 wurde eine bis dahin noch unbekannte Mauer der Anlage angeschnitten. Die Badeanlage selbst wurde nicht überbaut und ruht weiterhin im Erdreich.
Eine Römerstraße zweigte in Köngen entlang der Lauter ab entlang des 23 km langen Lautertal-Limes, der am Alblimes bei Donnstetten endet. Im Jahre 2016 wurde in Unterboihingen ferner ein alemannisches Gräberfeld aus dem 6. bzw. 7. Jahrhundert n. Chr. entdeckt, u. a. mit filigranen Scheibenfibeln.

#### Wendlingen

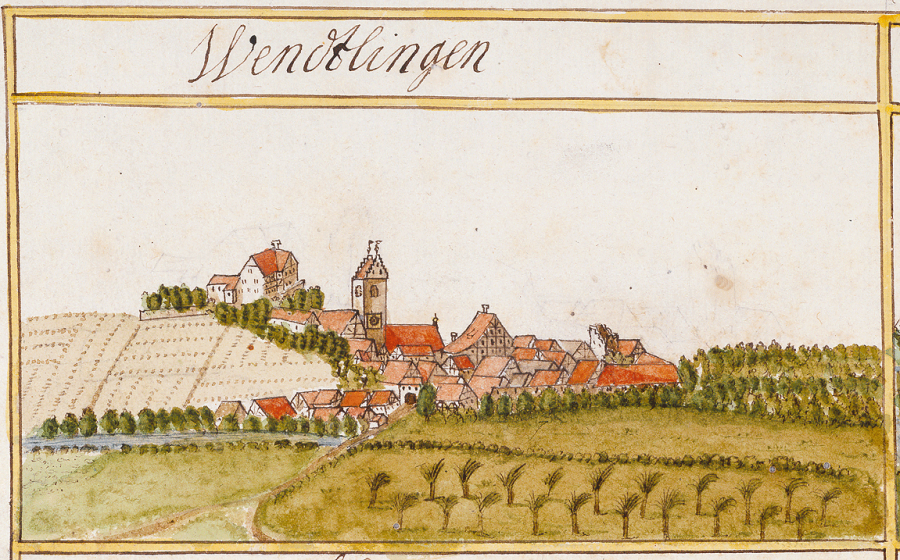
Wendlingen 1683

Wendlingen wird 1132 erstmals urkundlich erwähnt. 1230 verlieh Graf Egeno von Aichelberg dem Ort erstmals die Stadtrechte. Wendlingen kam durch die Grafen von Aichelberg an die Herren von Lichteneck. Durch einen Gebietstausch gelangte Wendlingen 1390 an Hans von Wernau. Unter den Herren von Wernau wurde die Eusebiuskirche in Wendlingen gebaut, die heute noch das Bild des „Städtle“ prägt. Hans von Wernaus Nachfahre Wolf Heinrich verkaufte Wendlingen 1545 an Herzog Ulrich von Württemberg. Wendlingen behielt aber sein Stadtrecht und war eingebunden in die landständische Verfassung des Herzogtums Württemberg. Die Stadt Wendlingen besaß eine Burg auf der Anhöhe über dem Ort, die im 18. Jh. abgetragen wurde. Von ihr ist eine gusseiserne Ofenplatte im Stadtmuseum erhalten.
Wendlingen war vor allem für seine Mühlen bekannt, die ihre Wasserkraft von einem Kanal der Lauter, dem Mühlkanal bezogen. Die erste Getreidemühle in Wendlingen wurde bereits 1276 erwähnt. Anfang des 19. Jh. gab es jeweils drei Getreide- und Gipsmühlen sowie eine Säge- und eine Ölmühle. Zu dieser Zeit war Wendlingen noch von der bewehrten Umfassungsmauer und dem tiefen Stadtgraben umgeben. Da die mittelalterliche Wehranlage der Ausdehnung im Wege stand, wurden zuerst die drei Stadttore abgebrochen, der Stadtgraben zugeschüttet und die Stadtmauer abgetragen. Von der Stadtmauer sind nur noch wenige Reste in Wendlingen erhalten. Ein Teilstück der Stadtmauer wurde 1983 vom Bürgerverein mit Originalsteinen an historischer Stelle an der Pfauhauser Straße wieder aufgebaut. In früheren Zeiten gab es an der Hanglage nordwestlich vom Ort noch Weinbau, der 1820 aufgegeben wurde, sich aber in der Bezeichnung des Wohngebiets Weinhalde erhalten hat.
Mit der Neugliederung Württembergs verlor Wendlingen 1805 seine Stadtrechte und damit den Sitz im Landtag der Ständeversammlung in Stuttgart. Bei der Umsetzung der neuen Verwaltungsgliederung im Königreich Württemberg wurde Wendlingen dem Oberamt Esslingen zugeordnet. Der Anschluss an die neugebaute Bahnstrecke von Plochingen nach Reutlingen im Jahr 1859 über den Bahnhof bei Unterboihingen führte auch zur Ansiedlung der ersten Industrieunternehmen, vornehmlich im Textilbereich.
Bei der Kreisreform während der NS-Zeit in Württemberg gelangten 1938 sowohl Unterboihingen als auch Wendlingen zum Landkreis Nürtingen. 1940 erfolgte die Vereinigung der beiden bisher selbständigen Gemeinden Unterboihingen und Wendlingen. Nach dem Zweiten Weltkrieg wurde Wendlingen Teil der Amerikanischen Besatzungszone und gehörte somit zum neu gegründeten Land Württemberg-Baden, das 1952 im jetzigen Bundesland Baden-Württemberg aufging. Seit der Kreisreform von 1973 ist Wendlingen Teil des Landkreises Esslingen.

### Eingemeindungen
- 1829: Bodelshofen wird mit Wendlingen vereinigt, behält aber noch eine gewisse Selbständigkeit
- 1934: Bodelshofen wird zu Wendlingen eingemeindet
- 1940: Aus Wendlingen mit Bodelshofen und Unterboihingen entsteht „Wendlingen am Neckar“

### Einwohnerentwicklung
| Jahr | Einwohner |
| ---- | --------- |
| 1946 | 6.392     |
| 1950 | 7.125     |
| 1956 | 8.710     |
| 1961 | 10.087    |
| 1965 | 11.699    |

| Jahr | Einwohner |
| ---- | --------- |
| 1970 | 13.666    |
| 1980 | 14.661    |
| 1987 | 14.414    |
| 1991 | 15.425    |
| 1995 | 15.557    |

| Jahr | Einwohner |
| ---- | --------- |
| 2000 | 15.569    |
| 2005 | 15.711    |
| 2010 | 15.978    |
| 2015 | 15.974    |
| 2020 | 16.173    |

## Politik

### Gemeinderat
Der Gemeinderat in Wendlingen besteht aus den gewählten 22 ehrenamtlichen Gemeinderäten und dem Bürgermeister als Vorsitzendem. Der Bürgermeister ist im Gemeinderat stimmberechtigt. Die Kommunalwahl am 9. Juni 2024 führte zu folgendem Endergebnis (mit Vergleichszahlen der Wahl 2019):
| Parteien und Wählergemeinschaften | Parteien und Wählergemeinschaften            | % 2024  | Sitze 2024 |         | % 2019  | Sitze 2019 | Kommunalwahl 2024 %403020100 36,7827,5819,5816,06 CDUFWGrüneSPDGewinne und Verlusteim Vergleich zu 2019 %p 10 8 6 4 2 0 −2 −4 −6+8,46−3,00−5,95+0,48CDUFWGrüneSPD |
| CDU                               | Christlich Demokratische Union Deutschlands  | 36,78   | 8          | 28,32   | 6       |            | Kommunalwahl 2024 %403020100 36,7827,5819,5816,06 CDUFWGrüneSPDGewinne und Verlusteim Vergleich zu 2019 %p 10 8 6 4 2 0 −2 −4 −6+8,46−3,00−5,95+0,48CDUFWGrüneSPD |
| FW                                | Freie Wählervereinigung Wendlingen am Neckar | 27,58   | 6          | 30,58   | 7       |            | Kommunalwahl 2024 %403020100 36,7827,5819,5816,06 CDUFWGrüneSPDGewinne und Verlusteim Vergleich zu 2019 %p 10 8 6 4 2 0 −2 −4 −6+8,46−3,00−5,95+0,48CDUFWGrüneSPD |
| Grüne                             | Bündnis 90/Die Grünen                        | 19,58   | 4          | 25,53   | 6       |            | Kommunalwahl 2024 %403020100 36,7827,5819,5816,06 CDUFWGrüneSPDGewinne und Verlusteim Vergleich zu 2019 %p 10 8 6 4 2 0 −2 −4 −6+8,46−3,00−5,95+0,48CDUFWGrüneSPD |
| SPD                               | Sozialdemokratische Partei Deutschlands      | 16,06   | 4          | 15,58   | 3       |            | Kommunalwahl 2024 %403020100 36,7827,5819,5816,06 CDUFWGrüneSPDGewinne und Verlusteim Vergleich zu 2019 %p 10 8 6 4 2 0 −2 −4 −6+8,46−3,00−5,95+0,48CDUFWGrüneSPD |
| Gesamt                            | Gesamt                                       | 100     | 22         | 100     | 22      |            | Kommunalwahl 2024 %403020100 36,7827,5819,5816,06 CDUFWGrüneSPDGewinne und Verlusteim Vergleich zu 2019 %p 10 8 6 4 2 0 −2 −4 −6+8,46−3,00−5,95+0,48CDUFWGrüneSPD |
| Wahlbeteiligung                   | Wahlbeteiligung                              | 60,46 % | 60,46 %    | 56,49 % | 56,49 % |            | Kommunalwahl 2024 %403020100 36,7827,5819,5816,06 CDUFWGrüneSPDGewinne und Verlusteim Vergleich zu 2019 %p 10 8 6 4 2 0 −2 −4 −6+8,46−3,00−5,95+0,48CDUFWGrüneSPD |

### Bürgermeister
| - 1863–1890: Peter Schlichter - 1890–1900: Karl Großmann - 1900–1917: Gustav Großmann - 1917–1933: Johann Georg König - 1933–1940: Andreas Bauer - 1851–1883: Joseph Sigler - 1883–1907: Johann David Hammelehle - 1907–1933: Emil Kapp - 1933–1936: Eugen Hund - 1937–1940: Georg Keim | - 1940–1944: Andreas Bauer - 1944–1945: Emil Hartung - 1945–1945: Karl Strohmaier (kommissarisch) - 1945–1946: Rudolf Bisterfeld (kommissarisch) - 1946–1978: Helmut Kaiser - 1978–1992: Hans Köhler - 1992–2003: Andreas Hesky - 2003–2011: Frank Ziegler - seit 1. Oktober 2011: Steffen Weigel |

### Wappen
| Wappen der Stadt Wendlingen am Neckar | Blasonierung: „Im geteilten Schild oben in Blau eine goldene (gelbe) Winde, unten in Silber (Weiß) ein schwarzer Schräglinksbalken belegt mit drei goldenen (gelben) Kugeln.“ |
| Wappen der Stadt Wendlingen am Neckar | Wappenbegründung: Der obere Teil stellt das seit 1596 nachgewiesene Wappen Wendlingens dar, der untere Teil zeigt das Wappen der Herren von Wernau, das von der früheren Gemeinde Unterboihingen verwendet wurde. Die Verleihungsurkunde über das Wappen stammt vom 30. Juli 1965. |

### Logo

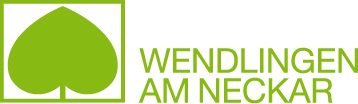
Logo der Stadt Wendlingen am Neckar

Seit dem Jahr 1979 ist das Symbol der Stadt Wendlingen am Neckar ein stilisiertes Lindenblatt. Es soll dem Betrachter Dynamik, Frische und Lebendigkeit einer durch und durch freundlichen und sympathischen Stadt vermitteln. Das Signet ist zum Erkennungszeichen einer selbstbewussten jungen Stadt geworden.

### Städtepartnerschaften/Patenschaft
Die Stadt Wendlingen am Neckar unterhält folgende Partnerschaften:
- Saint-Leu-la-Forêt, Frankreich, seit 1987/1988
- Millstatt am See, Österreich, seit 1991/1992
- Dorog, Ungarn, seit 1997/1998

## Wirtschaft, Infrastruktur und Bildung

### Gewerbe

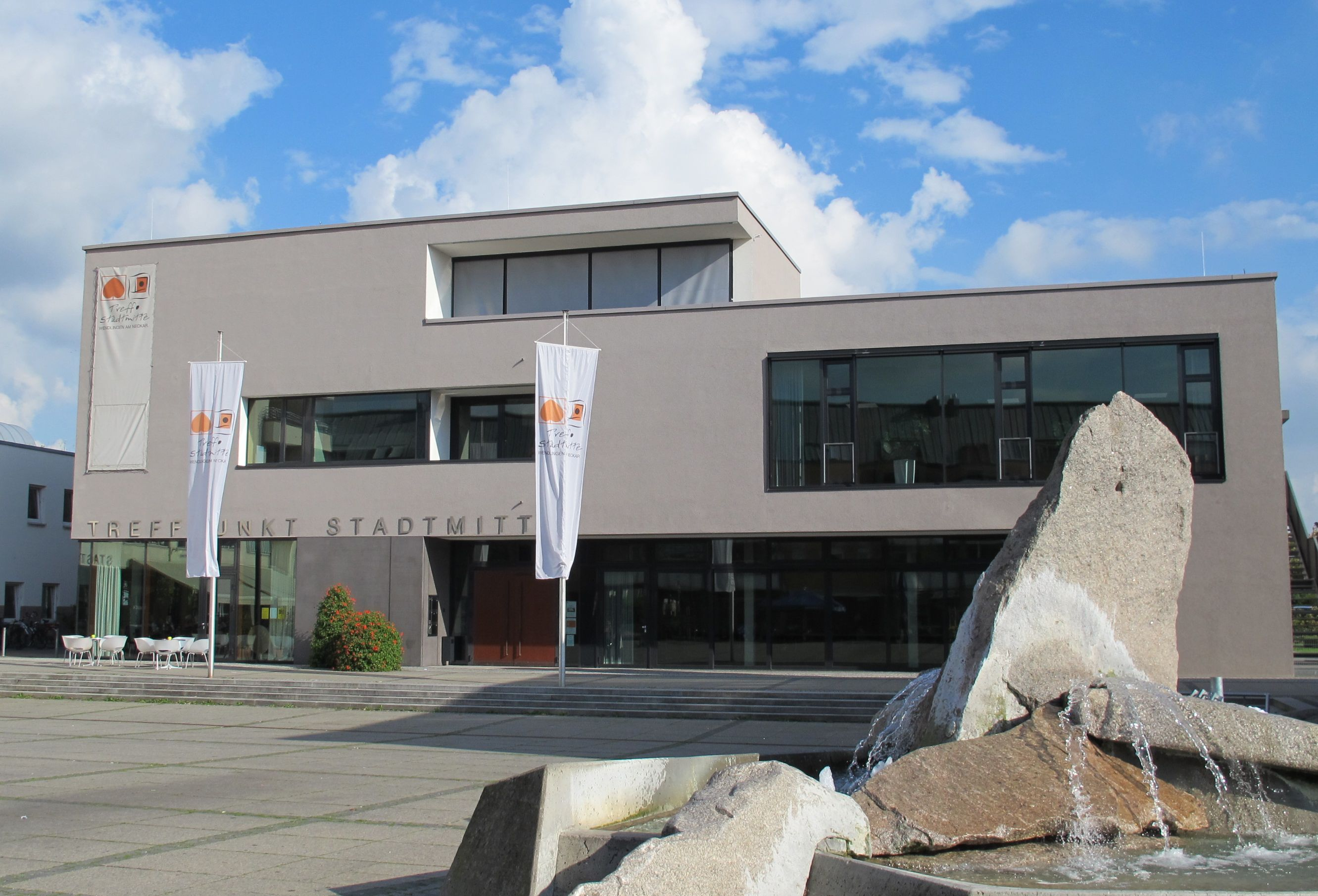
Treffpunkt Stadtmitte

Mit dem Bau des Bahnhofs in Unterboihingen setzte die Industrialisierung Wendlingens ein, die mit den Namen Otto und Behr bis heute verbunden ist. Zunächst siedelte sich 1859 die Textilfirma Otto (später Heinrich Otto & Söhne, firmiert heute unter HOS) in Unterboihingen an, später auch in Wendlingen. In beiden Werken zusammen hatte die Fa. Otto 1920 bereits 1.200 Beschäftigte, die bis 1950 auf 1.800 anstieg und einer der großen Textilbetriebe Württembergs war. 1912 gründete Erwin Behr die Erwin Behr Möbelfabrik in Wendlingen, die als erster Hersteller von Möbeln in Serie Weltruf erlangte und Ende der 1950er Jahre rund 1.000 Beschäftigte zählte.
Wendlingen am Neckar ist nach wie vor ein gefragter Wohn- und Gewerbestandort.
Östlich von Wendlingen-Bodelshofen befindet sich ein Umspannwerk der EnBW für 380, 220 und 110 kV, auf dessen Gelände die Hauptschaltleitung (Netzleitstelle) der TransnetBW angesiedelt ist, die als Herzstück des Übertragungsnetzes in Baden-Württemberg gilt.
Es gibt in Wendlingen am Neckar mehrere Gewerbegebiete mit einer großen Branchenvielfalt. Die Innenstadt bietet vielseitige Einkaufsmöglichkeiten.

### Ansässige Unternehmen
- TTS Tooltechnic Systems, Werkzeughersteller
- Festool GmbH, Tochterfirma von TTS Tooltechnic Systems, Hersteller von Elektro- und Druckluftwerkzeugen
- pro optik-Gruppe, Handelskette von Augenoptik-Fachgeschäften, Hauptsitz in Wendlingen
- Chemoform AG, Komplettanbieter im Bereich Pool und Wellness, Stammsitz in Wendlingen[25]
- Schiedmayer Celesta GmbH, seit 1735 Hersteller von Tasteninstrumenten, Schiedmayer-Celesten und -Tastaturglockenspiele werden u. a. in Opern- und Konzerthäusern weltweit eingesetzt.
- Hugo Boss AG, betreibt in Wendlingen ein Distributionszentrum[26]
- HOS Anlagen und Beteiligungen, führt die Textildynastie Otto in der achten Generation fort,[20] u. a. in der Otto Textil GmbH mit der Herstellung von Spezialgarnen[27]
- Paketzentren von DPD und UPS, das Paketzentrum der DHL befindet sich zu einem guten Teil auf Wendlinger Gebiet.

### Freizeitangebote

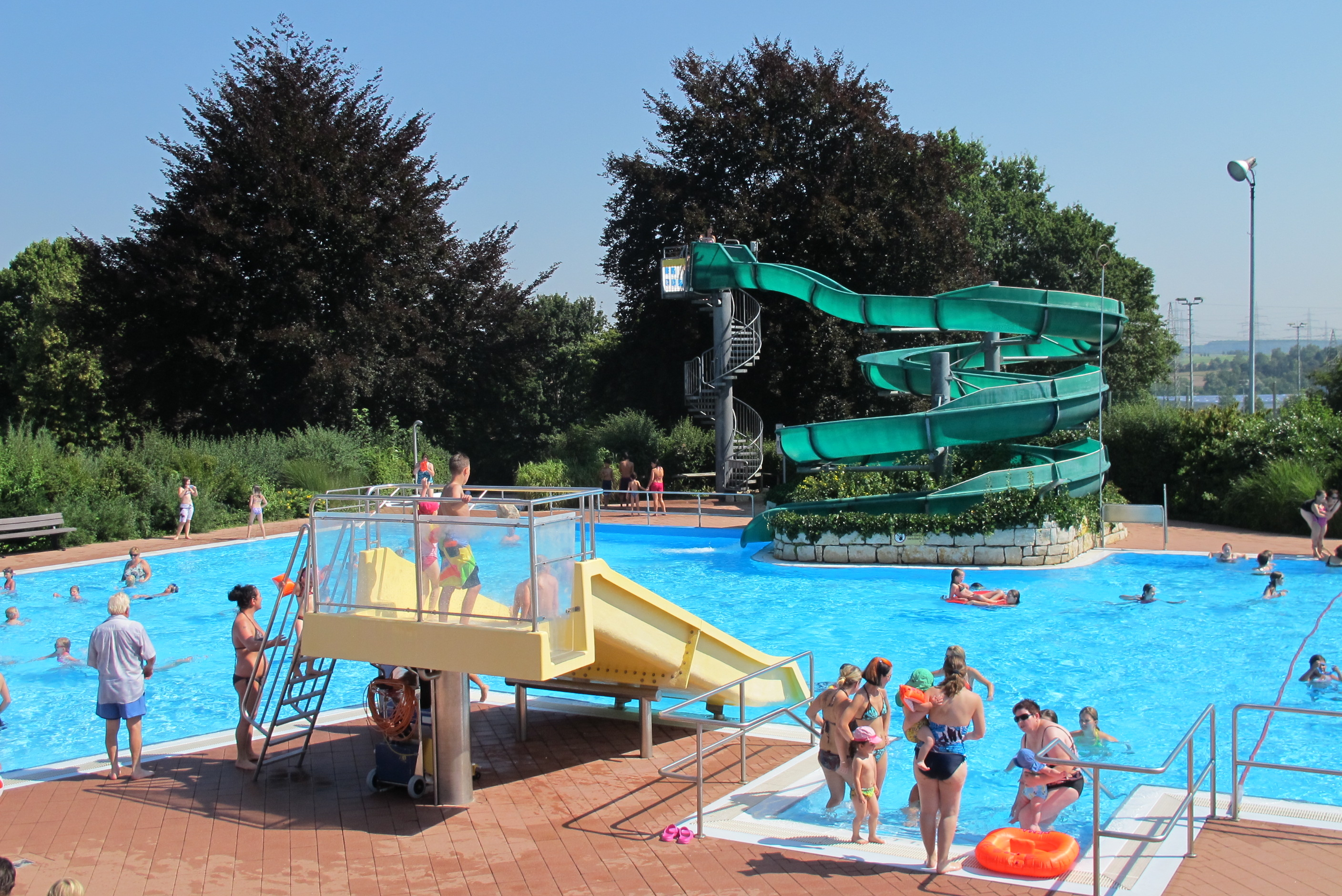
Terrassen-Freibad

In Wendlingen am Neckar befindet sich ein beheiztes Terrassen-Freibad, das jährlich ab Mitte Mai bis Mitte September geöffnet hat. Das Freibad verfügt über ein 50-Meter-Schwimmerbecken, ein Nichtschwimmerbecken und ein Eltern-Kind-Becken sowie zahlreiche andere Attraktionen.
Die Stadtbücherei Wendlingen am Neckar, die 1980 in der Unterboihinger Straße eingerichtet wurde, befindet sich heute zentral in der Stadtmitte. Sie verfügt insgesamt über rund 35.000 Medien zur persönlichen Weiterbildung, Information und Entspannung sowie für schulische, berufliche und private Zwecke; auch E-Book-Reader stehen zur Ausleihe zur Verfügung. Die Stadtbücherei wird von über 2.200 Nutzern mit Büchereiausweis aktiv genutzt.
Im Treffpunkt Stadtmitte befindet sich die Begegnungsstätte Menschen im Treffpunkt (MiT). Die Räumlichkeiten laden zum ungezwungenen Zusammensein aller Bürger ein. Im „MiT“ werden Kurse und Treffs zu unterschiedlichen Themen, Bilder- und Infoabende und vieles mehr angeboten.
Ein beliebter Ort für Jugendliche ist das Jugendhaus Zentrum Neuffenstraße. Das Jugendhaus ist eine Einrichtung der offenen Jugendarbeit, getragen von der Stadt Wendlingen am Neckar und dem Kreisjugendring (KJR) Esslingen e. V., das den Offenen Treff, eine ausgeprägte Ehrenamtskultur, Kooperationen mit den Schulen, diverse Tanz- und Sportangebote, Musikveranstaltungen und für Kinder von 8 bis 12 Jahren einen Schülertreff, Freizeiten und das Kinderferienprogramm bietet.
Darüber hinaus laden das im Neckartal angelegte Naherholungsgebiet Hüttensee und Schäferhauser See, das Golfplatzgelände im Stadtteil Bodelshofen und zahlreiche Wege in und um Wendlingen am Neckar zu ausgiebigen Spaziergängen ein. Außerhalb des Ortsteils Unterboihingen liegt versteckt zwischen Obstbaumwiesen und einem kleinen Wäldchen der Rosengarten Jurisch. Der Garten ist eingezäunt, kann aber von außen jederzeit betrachtet werden. Reizvoll ist auch der Lauterbegleitweg, ein Fußweg entlang am Lauterufer.
Wendlingen am Neckar liegt zudem am Schnittpunkt des Neckartalradwegs mit dem Radweg Lauter-Alb-Lindach und ist Mitglied im Verkehrsverein Teck-Neuffen e. V., der die touristischen Angebote dieser Gemeinschaft unter dem Motto „Der Albtrauf“ bündelt und jedes Jahr verschiedene Angebote organisiert, sowie im Verein Schwäbisches Streuobstparadies.

### Verkehr

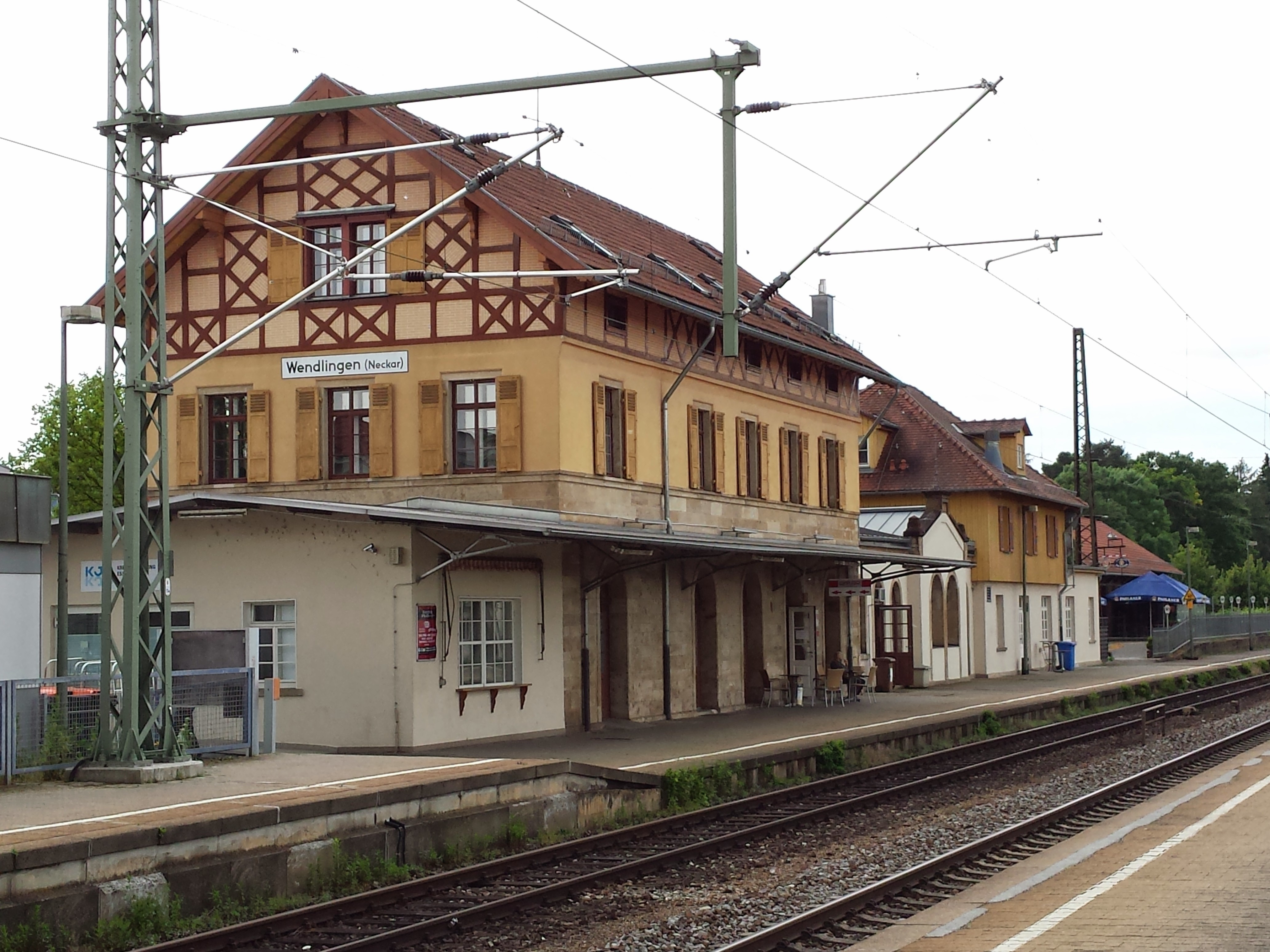
Bahnhof Wendlingen (Neckar)

Wendlingen am Neckar ist verkehrsgünstig gelegen am Knotenpunkt der sechsspurigen Bundesautobahn 8 (Karlsruhe–München) mit der vierspurigen Bundesstraße 313 (Plochingen–Stockach). Nach Stuttgart kann man entweder über die A 8 oder die B 313 und B 10 gelangen.
Der Bahnhof Wendlingen (Neckar) wird von der Linie S1 der S-Bahn Stuttgart bedient, die halbstündlich von Kirchheim unter Teck über Stuttgart nach Herrenberg fährt. Zudem bedienen zwei Metropolexpress-Linien die Station. Außerdem besteht seit dem Fahrplanwechsel im Dezember 2022 eine stündliche Verbindung mit der Linie RE 200 nach Ulm, die über die Güterzuganbindung auf die Schnellfahrstrecke Wendlingen–Ulm fährt. Bei Wendlingen liegt der Übergang der in Bau befindlichen Schnellfahrstrecke Stuttgart–Wendlingen, Teil des Projekts Stuttgart 21, und der 2022 eröffneten Schnellfahrstrecke Wendlingen–Ulm. Im Stadtgebiet liegen außerdem die Neckarbrücke Wendlingen, die Wendlinger Kurve sowie der Albvorlandtunnel. Eine Verdichtung des S-Bahn-Fahrplans vom Halb- zum Viertelstundentakt, mit halbstündlicher Weiterführung nach Kirchheim und Nürtingen, ist geplant. Langfristig wird darüber hinaus eine Südumfahrung Wendlingen für die S-Bahn erwogen.
Der Flughafen Stuttgart ist mit dem Auto in ca. 15 Minuten sowie mit dem stündlichen Expressbus X10 vom Bahnhof Wendlingen zu erreichen.
Der von der Stadtverwaltung und ehrenamtlichen Bürgern betriebene Bürgerbus bietet die Möglichkeit, jeden Teil der Stadt zu erreichen. Er fährt in vier – seit dem 1. Juli 2017 drei – im Fahrplan farblich verschieden gekennzeichneten Schleifen durch das Stadtgebiet, um Menschen nicht nur mit eingeschränkter Mobilität eine günstige Verbindung und Teilhabe zu bieten.
Des Weiteren bestehen Busverbindungen nach Köngen (Linie 151), Nürtingen über Oberboihingen (Linie 196), Nürtingen über Unterensingen und Zizishausen (Linie 184) und RELEX zum Flughafen Stuttgart. Seit dem 1. Juli 2017 gibt es in der Stadt auch zwei Stadtbuslinien (Linie 154 – Wendlingen und Linie 155 – Unterboihingen) die die Wohngebiete taktmäßig auf die S-Bahnen und anderen Buslinien am ZOB anbinden.
Zum 1. Mai 2023 hob das Regierungspräsidium Stuttgart die Umweltzone in Wendlingen (sowie in Schwäbisch Gmünd, Ilsfeld und Urbach) auf, da sich die Luftqualität verbessert hat und die Grenzwerte für Stickstoffdioxid eingehalten wurden.
Über Alltagsradrouten aus dem Radnetz Baden-Württemberg ist Wendlingen 
- an Wernau vorbei mit Plochingen,
- mit Kirchheim unter Teck,
- über Oberboihingen mit Nürtingen und
- über Köngen, Denkendorf und Neuhausen auf den Fildern mit Filderstadt verbunden.

Der Neckartal-Radweg, ein Radfernweg von Villingen-Schwenningen nach Mannheim, verläuft ebenfalls durch Wendlingen. Der Württemberger Weinradweg verläuft von Rottenburg am Neckar nach Niederstetten. In Wendlingen ist er mit dem Neckartal-Radweg identisch.

### Medien
Seit 1954 erscheint die Tageszeitung Wendlinger Zeitung mit einer in Wendlingen ansässigen Lokalredaktion, ein Kopfblatt der Nürtinger Zeitung. Vor Ort gibt es auch ein Stadtbüro der Wendlinger Zeitung.
Im Nussbaumverlag erscheint das wöchentliche amtliche Mitteilungsblatt. Ferner erscheinen die Anzeigenblätter Nürtinger Echo und Neckarblick.

### Bildungseinrichtungen
- Gartenschule (Grundschule)
- Anne-Frank-Schule (Förderschule)
- Ludwig-Uhland-Schule und Lindenschule (Grund- und Gemeinschaftsschule)
- Johannes-Kepler-Realschule
- Robert-Bosch-Gymnasium

Die Schülermensa der Ludwig-Uhland-Schule bietet den Schülern täglich ein Mittagsmenü. Im Schulzentrum am Berg befinden sich die Johannes-Kepler-Realschule und das Robert-Bosch-Gymnasium, wo sich ebenfalls eine Schülermensa befindet. Das Mittagessen wird ehrenamtlich von Eltern zubereitet.
Für berufstätige Eltern gibt es die Möglichkeit, ihre Kinder in der Grundschulbetreuung der Garten- und Ludwig-Uhland-Schule anzumelden. Die Kinder werden von 7 Uhr bis 17 Uhr betreut. Zudem gibt es in der Ludwig-Uhland-Schule eine Grundschulförderklasse.
Für die musikalische Aus- und Weiterbildung sorgt die Musikschule Köngen-Wendlingen mit einem breit gefächerten Angebot. Die Volkshochschule Wendlingen ist eine Zweigstelle der VHS Kirchheim, die ein vielfältiges Kursangebot bereithält. Im Wendlinger Bahnhofsgebäude hat der Kreisjugendring Esslingen e. V. seine Geschäftsstelle, der ein großes Freizeit-, Bildungs- und Beratungsangebot bietet.

### Kindertagesstätten
Neben drei städtischen, einer katholischen und einer evangelischen Kinderkrippe gibt es drei städtische, vier evangelische und drei katholische Kindergärten. Mit dem im Oktober 2018 gestarteten Naturkindergarten entstand ein vierter städtischer Kindergarten. In den Kindergärten und Kinderkrippen werden flexible Betreuungszeiten angeboten. Einige Einrichtungen bieten die Möglichkeit für ein gemeinsames Mittagessen der Kinder an. In den Kindergärten können Kinder ab 3 Jahren aufgenommen werden, in Kinderkrippen ab einem Jahr. Der Tageselternverein Kreis Esslingen e. V. bietet die Betreuung für Kinder unter einem Jahr bis 14 Jahren an. Die Kinder werden von Tagesmüttern und Tagesvätern betreut.

## Kultur und Sehenswürdigkeiten

### Stadtmuseum

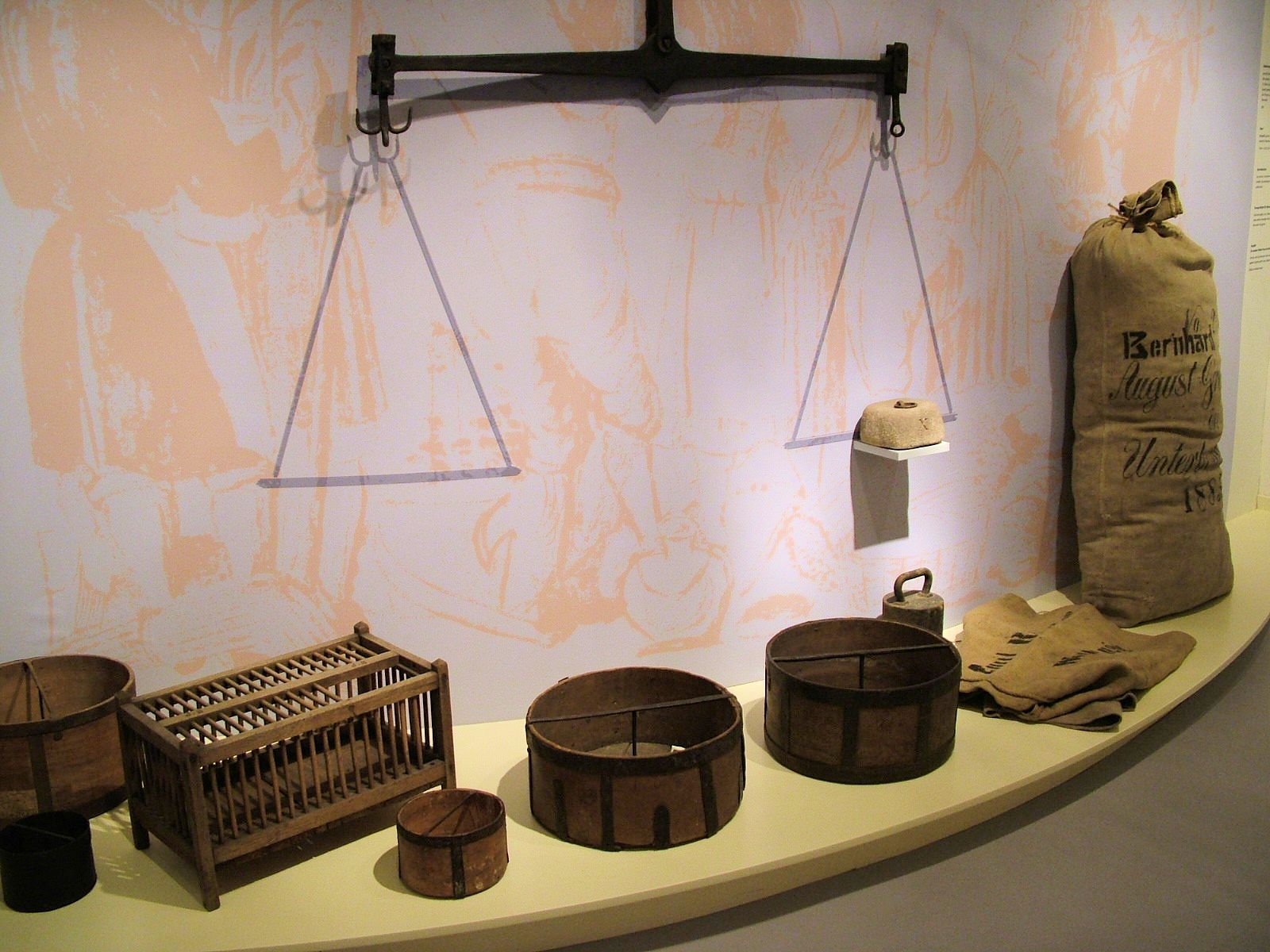
Ausstellung im Stadtmuseum

Seit 2004 gibt es in Wendlingen am Neckar das Stadtmuseum. Der Museumsort ist Teil eines denkmalgeschützten Gebäudeensembles, bestehend aus einem barocken Pfarrhaus, einer Pfarrscheuer, einer Drittelscheuer, einem Back- und Waschhaus und einer idyllischen Gartenlaube. Außerdem gibt es einen Garten, der früher als Pfarrgarten genutzt wurde und heute Teil der Museumsanlage ist. Das Museum bietet ein vielfältiges und familienfreundliches Programm mit vielen Sonder- und Wechselausstellungen sowie Führungen auf Anfrage. Im Jahr 2005 wurde das Stadtmuseum als „Vorbildliches Heimatmuseum“ vom Arbeitskreis Heimatpflege im Regierungsbezirk Stuttgart e. V. ausgezeichnet. Maßgebend für die Auszeichnung ist vor allem die wahrheitsgetreue Geschichtsvermittlung, die Dokumentation regionaler Entwicklungen und Besonderheiten sowie die lebendige Darstellung und Besucherfreundlichkeit. Das Stadtmuseum wird vom Museumsverein ehrenamtlich betrieben. Dieses Engagement wurde 2014 mit dem Ehrenamtspreis „Starke Helfer“ ausgezeichnet.

### Galerie

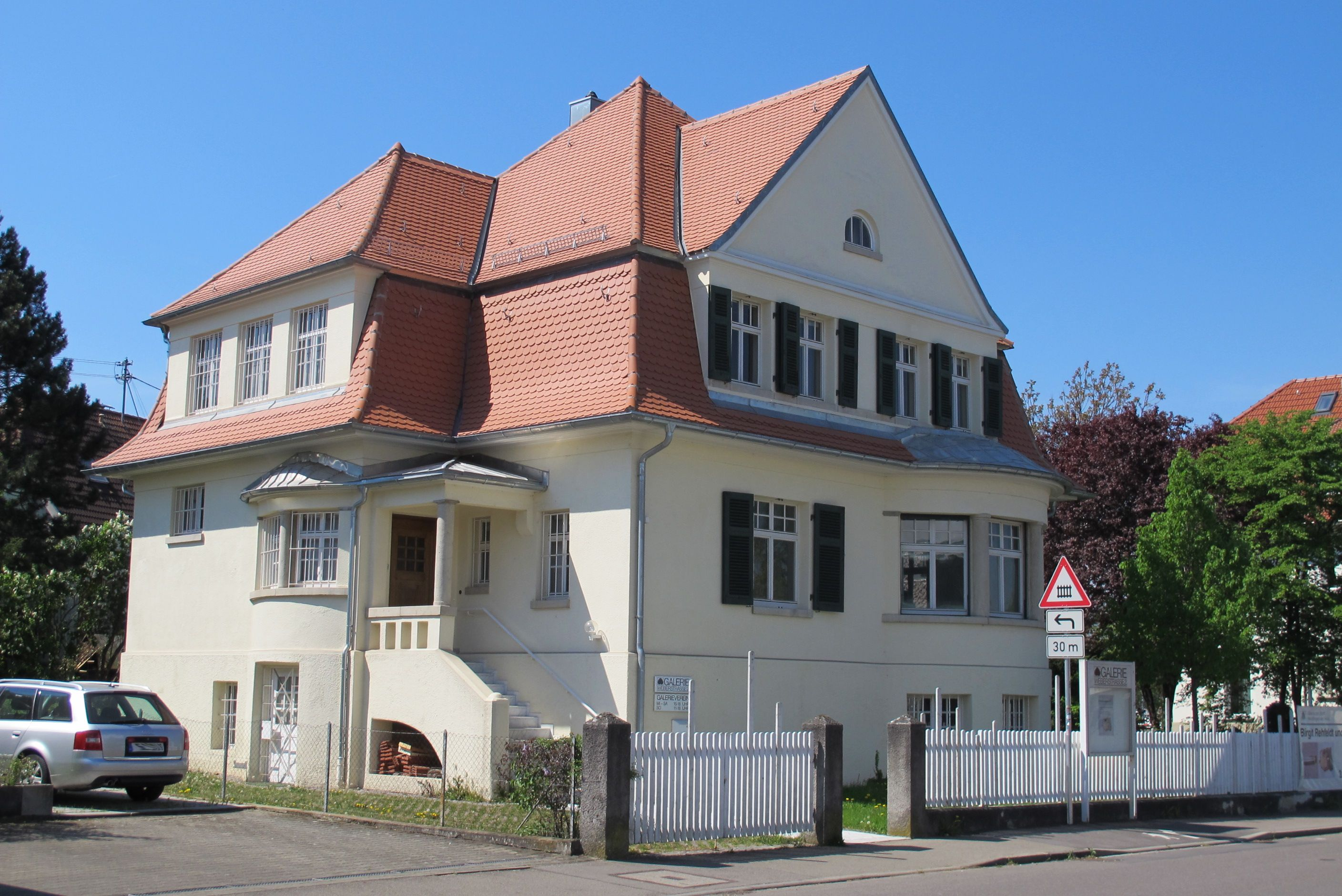
Galerie der Stadt Wendlingen am Neckar

1982 wurde die Galerie der Stadt Wendlingen am Neckar in einer 1913 nach den Plänen von Philipp Jakob Manz erbauten Jugendstilvilla eröffnet. Seit 1994 wird die Galerie vom Galerieverein Wendlingen am Neckar betreut und hat sich durch hochwertige Ausstellungen einen guten Ruf erworben.

### Bauwerke
Das Schloss Unterboihingen, ursprünglich wohl ein mittelalterliches Wasserschlösschen aus dem 12. Jh., besitzt einen idyllischen Schlossgarten, Wirtschaftsgebäude und einen schönen, gusseisernen Brunnen von 1833. Es ist umsäumt von einer alten Schlossmauer mit einem malerischen Eckpavillon. Das Schloss ist nicht öffentlich zugänglich. Teile des Anwesens können aber seit 2015 für Veranstaltungen gebucht werden, u. a. die Bibliothek, früher vermutlich eine Schlosskapelle. Zur Anlage gehören ferner das um 1800 erbaute Amtshaus, das sog. Rentamt sowie das Schafhaus.

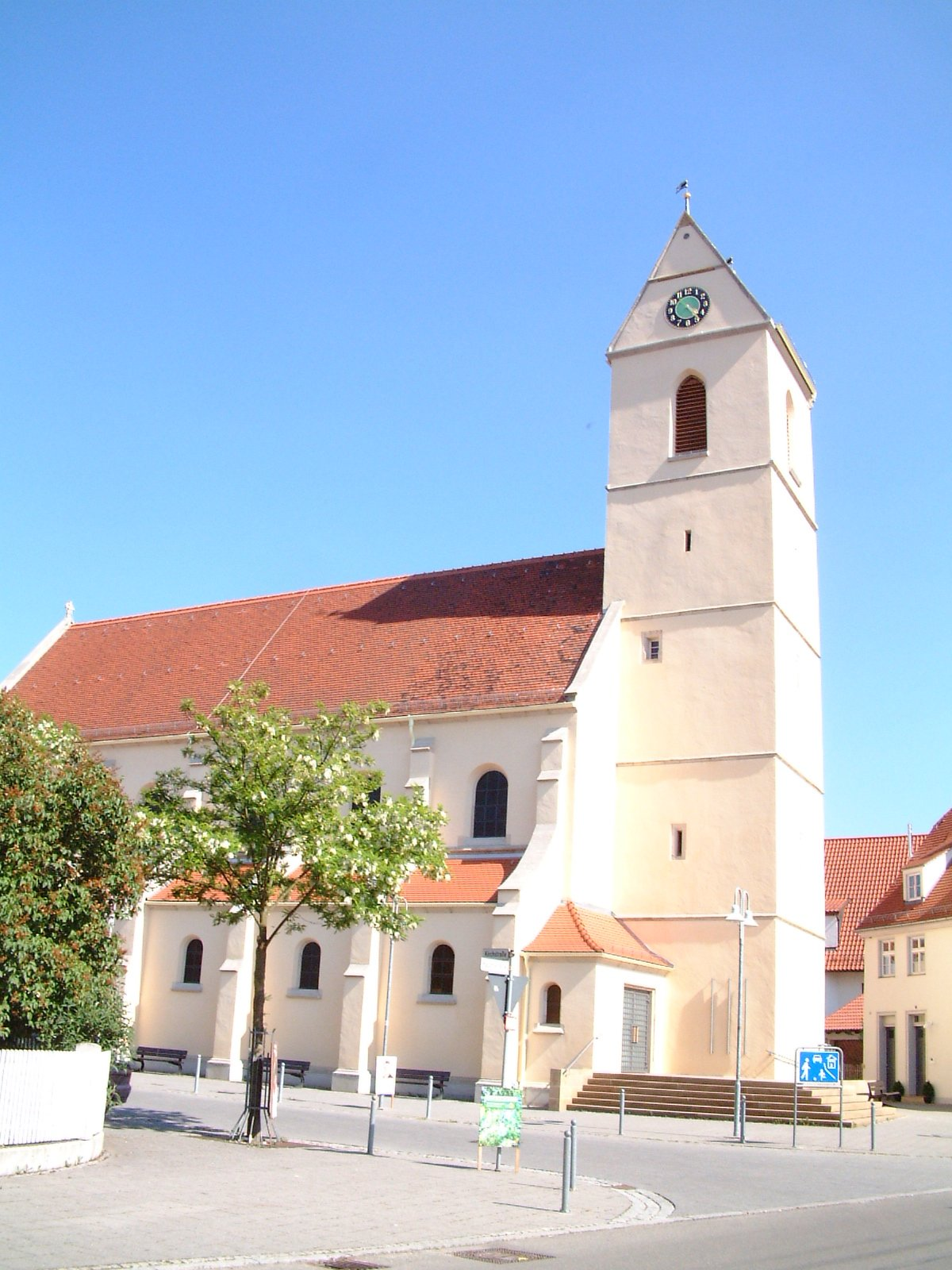
St.-Kolumban-Kirche

Im alten Ortskern von Unterboihingen befinden sich das ehemalige Rat- und Schulhaus aus dem Jahre 1807, die St.-Kolumban-Kirche und das spätbarocke, 1753 erbaute frühere Pfarrhaus, in dem inzwischen das Stadtmuseum sesshaft ist. Da der aus Unterboihingen stammende Fürstbischof von Würzburg, Konrad Wilhelm von Wernau, dem Kloster Unterzell den kirchlichen Besitz Unterboihingens vermachte und damals Balthasar Neumann (gestorben 1753) Stiftsbaumeister in Würzburg war, wurde dieses Pfarrhaus nach Plänen von Balthasar Neumann errichtet, einem der bedeutendsten Baumeister des Barock. Die Pfarrkirche Unterboihingens, St. Kolumban, entstand am Platz einer spätgotischen Kirche, die 1910 nach Plänen des Architekten Joseph Cades im neugotischen Stil umgebaut wurde. Nur der Turm von 1593 blieb erhalten. Im Jahr 2002 wurde sie außen komplett saniert. Neben dem alten Pfarrhaus befindet sich die Pfarrscheuer (1751/1752), die mittelalterliche Drittelscheuer (1457/1458) sowie das Back- und Waschhaus (1811). Unweit entfernt steht die 1631 erbaute, ehemalige Zehntscheuer des Esslinger Spitals und des Klosters Unterzell, heute ein Privatgebäude.

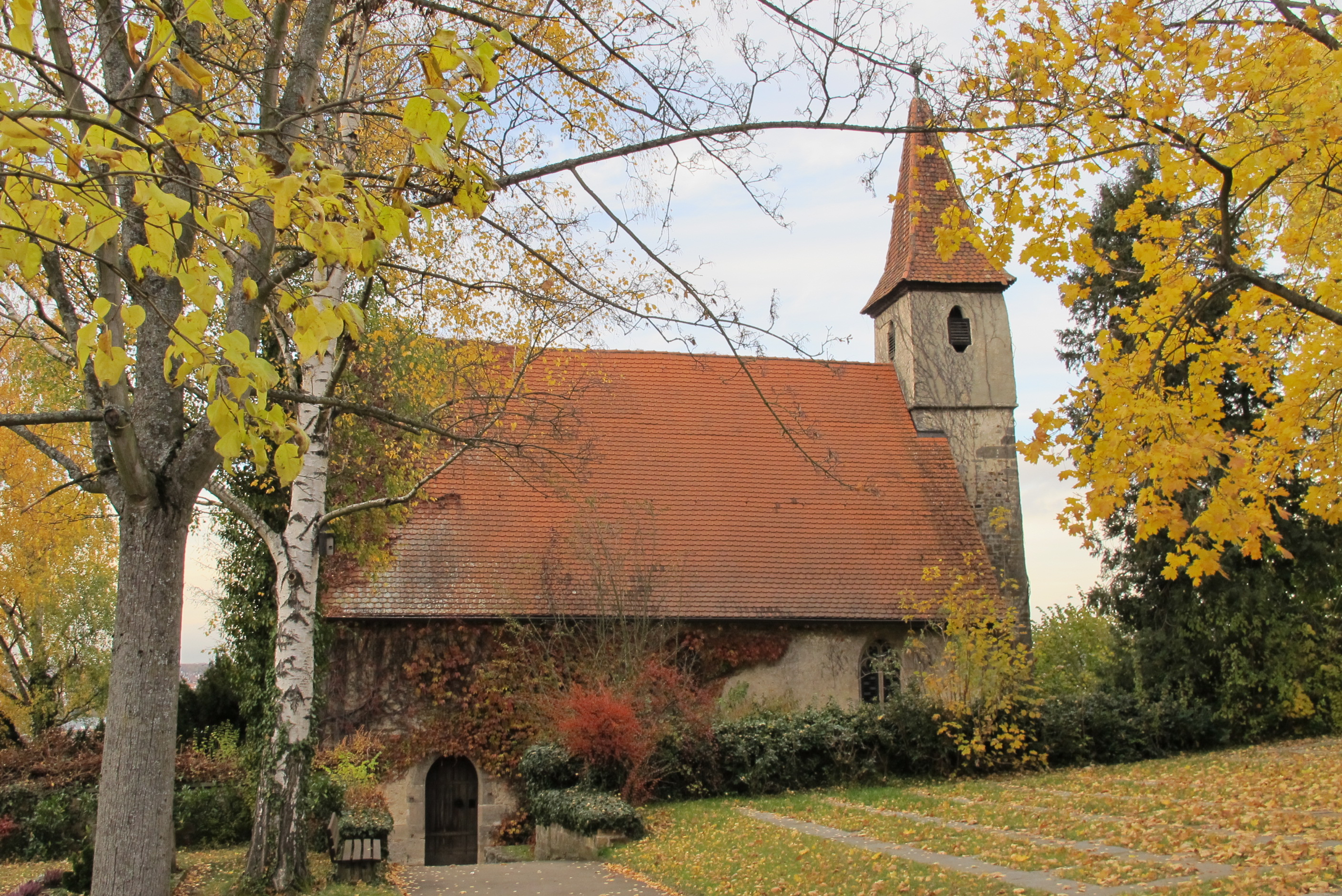
Kapelle im Hirnholz

Die kleine Kapelle Zu unserer lieben Frau im Hirnholz, welche ursprünglich Ad sanctum Columbanum im Hürnholtz hieß, wurde vermutlich um das Jahr 900 als einstige Wallfahrtskapelle gebaut. Dafür sprechen die Grundmauern des erhaltenen Turmes der Kapelle. Erstmals wurde die Kapelle 1275 urkundlich erwähnt. Sie besitzt im Altarbereich romanische Teile, vor allem aber gotische Fresken und Malereien der Renaissance, die in den Jahren 1971/72 freigelegt wurden. Die Kapelle ist ein historisches Kleinod und das älteste Gebäude in der Stadt Wendlingen am Neckar.

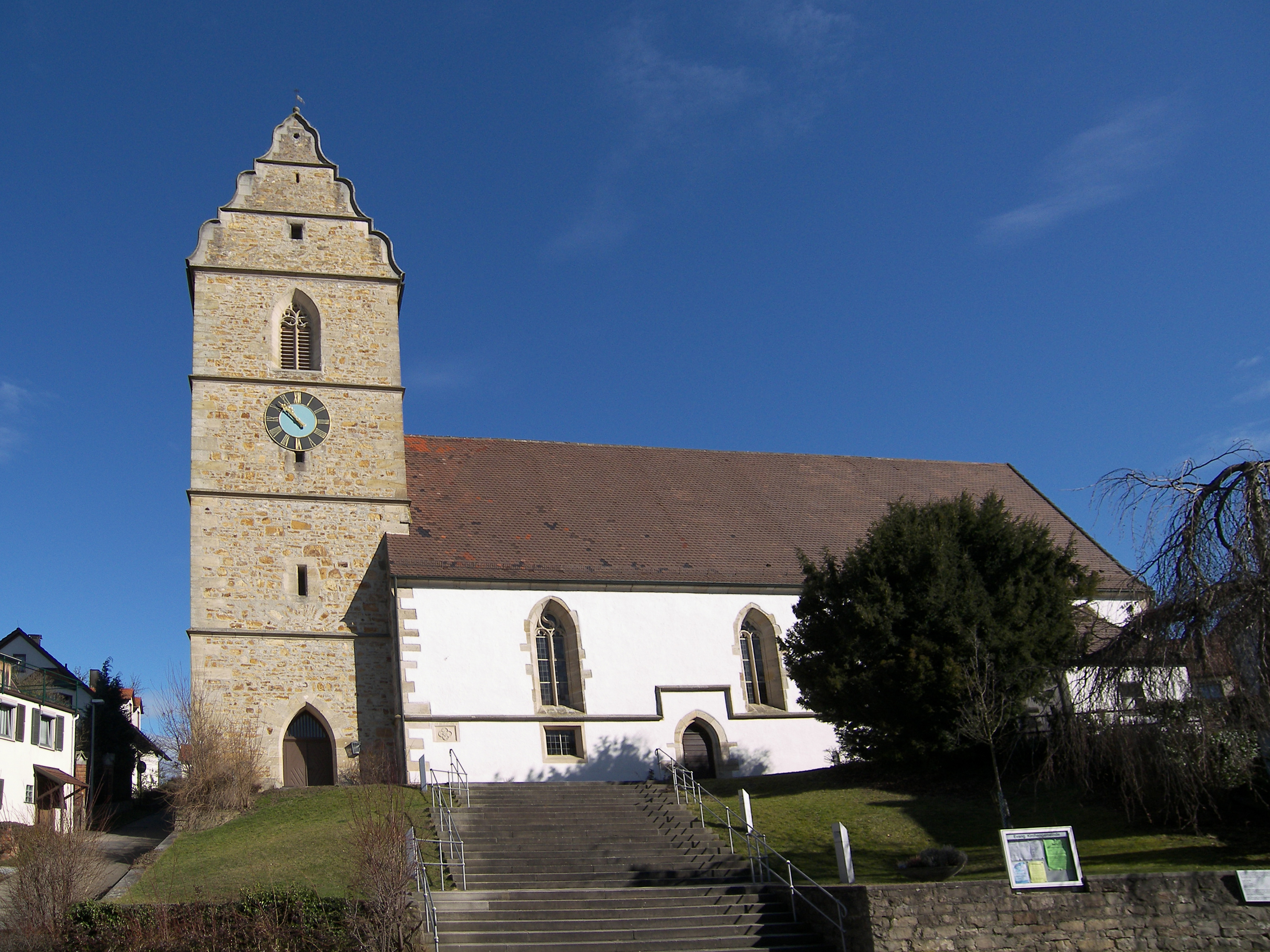
Eusebiuskirche

Die Eusebiuskirche ist eine spätgotische Hallenkirche. Sie ist eine nach Eusebius von Vercelli (283-371) benannte Kirche und mit ihren Patrozinium eine Besonderheit als einzige Eusebiuskirche in Deutschland. Es könnte durchaus sein, dass Liutward von Vercelli als Bischof von Vercelli (880-899) die erforderliche Reliquie besorgte und entweder direkt aus Wendlingen stammte oder zumindest einen starken Bezug zu Wendlingen hatte. Das Kirchenschiff und der Chor der heutigen Eusebiuskirche wurden im Jahr 1448 erbaut, 1511 wurde der Kirchturm hinzugefügt. Die Giebel des Westturms weisen Verzierungen im Stil der Renaissance auf, die in Süddeutschland nur selten vorkommen. Die Kirche ist spätestens seit Wendlingens Übergang in württembergische Hände evangelisch. Erwähnenswert sind die kunstvollen Glasfenster von Hans Gottfried von Stockhausen und eine Predella der Ulmer Schule, entstanden um 1500. Das Tafelbild im Chorraum zeigt den auferstandenen Christus im Kreis der Zwölf Apostel. Bemerkenswert ist die über 500 Jahre alte Sidlerglocke, vermutlich aus der Vorgängerkirche, die 1501 gegossen wurde und zu den ältesten noch vorhandenen Glocken des Glockengießers Pantlion Sydler zählt.
Die große Freitreppe der Eusebiuskirche wurde in den 1970er-Jahren errichtet. Gegenüber der Kirche befindet sich das historische evangelische Pfarrhaus von 1779 im Fachwerkstil.

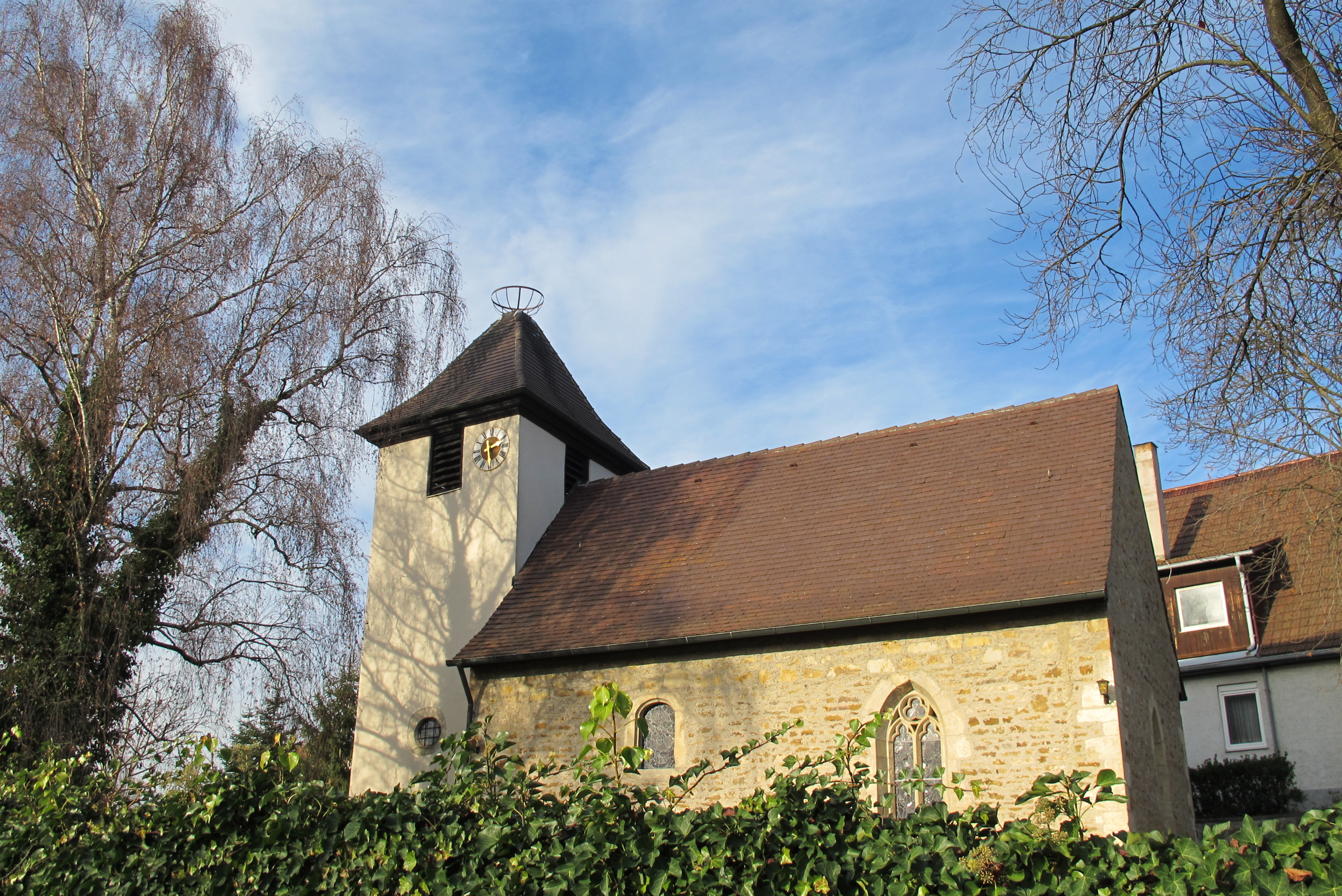
Jakobskirche

In Bodelshofen befindet sich die gotische Jakobskirche, die bereits 1275 erwähnt ist, umgeben von einem kleinen Friedhof, in dem ehemalige ortsherrschaftliche Familien beerdigt sind. Die Jakobskirche war das gesamte Mittelalter hindurch Sammelplatz für Pilger auf dem Jakobsweg nach Santiago de Compostela. Erst vor einigen Jahren wurden in seinem Innern gotische Wandfresken freigelegt, darunter ein Zyklus, der die Leidensgeschichte Jesu darstellt. Auch die Jakobskirche ist mit bedeutenden Glasfenstern von Stockhausen ausgestattet.
Der Weiler Bodelshofen wird außerdem vom historischen Hofgut aus dem 17./18. Jahrhundert mit seinem Pferdehof maßgeblich geprägt. Das sogenannte Steffansche Haus, ein schmuckes Fachwerkhaus an der Wegkreuzung, wurde vermutlich im 17. Jahrhundert an Stelle des Bodelshofener Gülthofes gebaut, der bereits 1292 erwähnt ist.
An Stelle der früheren Johanneskirche wird das neue Gemeindezentrum errichtet, in das der vorhandene Kirchturm integriert wird.
Das ehemalige Bahnhofsgebäude wurde 1859 als Bahnhof Unterboihingen eröffnet und 2002/2003 umfassend renoviert. Zusammen mit dem ehemaligen Postamt Unterboihingen, dem Güterschuppen und dem sog. „Bügeleisenhaus“, einem Eisenbahnerwohnhaus aus dem Jahr 1900, wurde das historische Bahnhof-Ensemble bewahrt.
Verschiedene Gebäude der Otto-Fabrik in Unterboihingen gelten heute als Kulturdenkmale der Industrie- und Architekturgeschichte. Das alte Hauptgebäude wurde vom Baurat Otto Tafel, das neuere Gebäude mit Turm von Philipp Jakob Manz, dem damals bedeutendsten Industriearchitekten in Südwestdeutschland, im Stil der italienischen Frührenaissance erbaut. Beide Architekten gestalteten auch das Otto-Areal in Wendlingen, das ein Gesamtkulturdenkmal darstellt und unter Einbringung der denkmalgeschützten Gebäude zu einem attraktiven Wohn-, Dienstleistungs-, Gewerbe- und Freizeitareal entwickelt werden soll. Saniert werden soll ebenfalls das Ensemble von 14 historischen, ehemaligen Meisterhäusern der Firma Otto in der Spinnerstraße.
Die ehemalige Kantine der Firma Erwin Behr aus dem Jahr 1910 wurde 2010 komplett saniert und zum Hotel-Restaurant „Villa Behr“ umgebaut. Am Eingangsbereich des Behr-Areals stehen die beiden ehemaligen Pförtnerhäuschen. Beachtenswert sind die Villen in der Behrstraße, die Erwin Behr für seine leitenden Angestellten im Jugendstil erbauen ließ.
Die Lauterschule ist ein historisches Schulgebäude, das ab 1897 errichtet wurde. Es wird derzeit als Evangelisches Gemeindehaus genutzt. Unweit davon steht das ehemalige Waaghäusle am Lauterufer, an dem früher z. B. das Vieh, Heu und Stroh amtlich verwogen wurden. Das Lauterufer soll hier künftig erlebbarer und allgemein aufgewertet werden.
Zeugnis der früheren Wendlinger Mühlen und des bereits im Mittelalter angelegten Mühlkanals gibt noch das ehemalige Elektrizitätswerk Silber (später Lang) am früheren Mühlbach an der Kreuzung Silberstraße/Kanalstraße, welches das Wasserrad der früher dort befindlichen Zement- und Gipsmühle nutzte. Der später bei den Kanalisierungsarbeiten zugeschüttete Mühlkanal floss bis 1962 in der heutigen Kanalstraße, weiter rechtsseitig hinter den Häusern der Vorstadtstraße, wo er wieder in die Lauter mündete. In der Schwenkgasse befindet sich noch die frühere sog. Mittlere Mühle, später als Untere Mühle bezeichnet, heute ein Wohnhaus. In der Austraße an der Lauter besteht noch das Stauwehr, an dem früher der Mühlkanal ausgeleitet wurde.

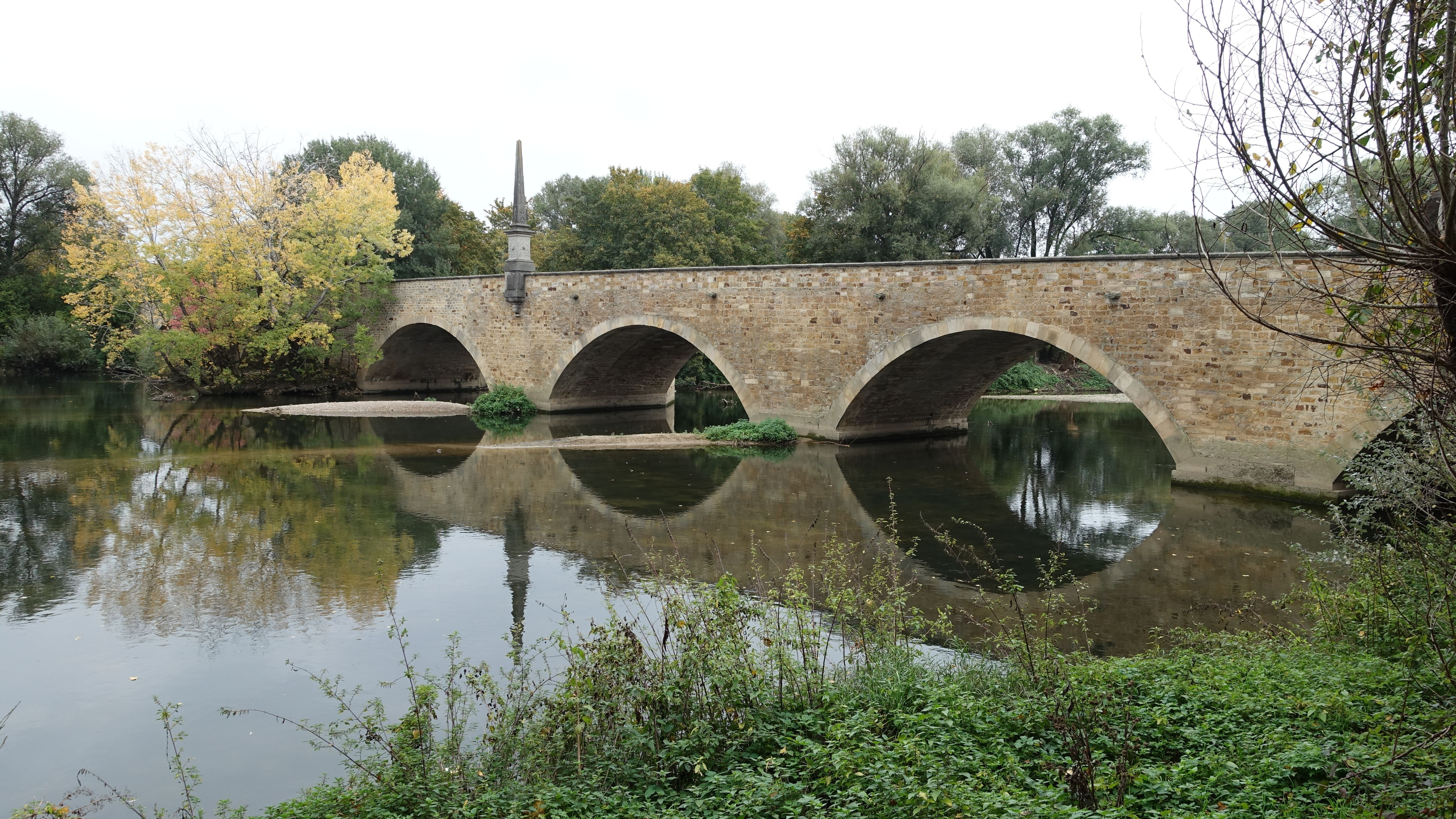
Ulrichsbrücke

Die Ulrichsbrücke über den Neckar verbindet Wendlingen am Neckar mit Köngen und wurde zwischen 1600 und 1602 nach Plänen von Heinrich Schickhardt erbaut. Sie steht auf Köngener Gemarkung und war damals mit der Esslinger Pliensaubrücke die einzige Steinbrücke in der näheren Umgebung. Ihren Namen hat die Brücke seit dem Erscheinen des Romans „Lichtenstein“ von Wilhelm Hauff, in dem Herzog Ulrich von Württemberg 1519 auf der Flucht mit seinem Pferd von einer Brücke bei Köngen in den Neckar springt und entkommt, obwohl es zu dieser Zeit hier noch keine Brücke gegeben haben dürfte. Bereits in römischer Zeit gab es an dieser Stelle wahrscheinlich eine Brücke über den Neckar auf der Heer- und Handelsstraße von Speyer nach Augsburg. Wegen des zunehmenden Verkehrs wurde 1975 neben der alten Brücke die neue „Römerbrücke“ gebaut, die Ulrichsbrücke bleibt seither den Fußgängern und Radfahrern vorbehalten.

### Naturdenkmäler und Schutzgebiete
- Naturschutzgebiet Wernauer Baggerseen
- Naturschutzgebiet Neckarwasen
- Naturnaher Neckarabschnitt mit Neckarinsel bei der Ulrichsbrücke
- Landschaftsschutzgebiet Wendlingen am Neckar
- Liste der Naturdenkmale in Wendlingen am Neckar

### Regelmäßige Veranstaltungen
- Wendlinger Kulturzeit (März/April)
- Wendlingen spielt (Mai)
- 24 Stunden Schwimmen (Juli)
- Konzertnacht der Vereine (Juli)
- Cityfest (Juli)
- Vinzenzifest (Ende Juli)[80]
- Museumsfest (Tag des offenen Denkmals)
- Zeltspektakel (Oktober)
- Wendlinger Kirbe (Oktober)
- Weihnachtsmarkt (zweites Adventswochenende)

## Persönlichkeiten

### Söhne und Töchter der Stadt
- Karl Friedrich Leypoldt (1803–1876), Abgeordneter im württembergischen Landtag, geboren in Unterboihingen
- Johannes Göser (1828–1893), römisch-katholischer Geistlicher, Reichstagsabgeordneter, geboren in Unterboihingen
- Robert Otto (1849–1891), Unternehmer, Sohn von Heinrich Otto, Inhaber des Textilunternehmens Heinrich Otto & Söhne in Unterboihingen, errichtete in Wendlingen 1885 eine Niederlassung mit einer Weberei und einer weiteren Spinnerei, war verheiratet mit Emma geb. Engels, einer Nichte von Friedrich Engels
- Fritz Otto (1877–1945), Unternehmer, entschiedener Anhänger der Bekennenden Kirche, lehnte den Nationalsozialismus ab und verzichtete auf das Amt des Kreisrats, um keinen Eid auf Adolf Hitler schwören zu müssen[81]; Ab 1939 verbot ihm das NS-Regime, sein eigenes Unternehmen zu betreten.[82]
- Rolf Blessing (1929–2004), Fußballspieler beim VfB Stuttgart in der damals erstklassigen Fußball-Oberliga Süd von 1949–1962
- Franz Hasselbach (1940–2021), Physiker
- Arthur Benz (* 1954), Politikwissenschaftler, Professor an der Technischen Universität Darmstadt

### Persönlichkeiten mit Bezug zur Stadt
- Balthasar Schelling (1633–1706),[83] ev. Pfarrer in Wendlingen 1671–1706, Urgroßvater des deutschen Philosophen Friedrich Schelling (1775–1854)[84]
- Konrad Wilhelm von Wernau (1638–1684), Fürstbischof von Würzburg, stammte aus Unterboihingen
- Veit (Vitus) Binder (1668–1732), ev. Pfarrer in Wendlingen 1706–1732,[85] enger Freund von Daniel Pfisterer, Mitverfasser von dessen Werk „Barockes Welttheater“, das in den Jahren 1716–1727 entstand.[86] Vier Bildern von Daniel Pfisterer schmücken die Eusebiuskirche.
- Immanuel Klemm (1767–1834), ev. Pfarrer in Wendlingen 1826–1834, verfasste eine Wendlinger Pfarrchronik, Freund von Eduard Mörike[87]
- Heinrich Otto (1820–1906), Textilfabrikant und Reichskommerzienrat, Sohn des Unternehmensgründers Immanuel Friedrich Otto, Heinrich Otto gründete in Unterboihingen eine Baumwollspinnerei ab 1859.[88]
- Erwin Behr (1857–1931), Gründer der Möbelfabrik Behr, 1921 als erster Hersteller von Schrankwänden und 1950 Erfinder der Dreischicht-Spanplatte[89]
- Gottfried Traub (1869–1956), Theologe und Politiker, Gegner des Nationalsozialismus, ab 1940 im Widerstand, von 1892–1893 Vikar an der Eusebiuskirche in Wendlingen bei seinem Vater[90]
- Werner Utter (1921–2006), Chefpilot und späteres Vorstandsmitglied der Deutschen Lufthansa, wohnte in Unterboihingen[91]
- Alfred Kleefeldt (1933–1996), deutscher Leichtathlet, 1959 und 1960 Deutscher Meister im 5000-Meter-Lauf, wohnte in Wendlingen[92]
- Werner Pfeiffer (1933–2019), deutscher Wirtschaftswissenschaftler, aufgewachsen in Wendlingen am Neckar[93]
- Björn Stender (1935–1963), Flugzeugkonstrukteur, seine 1962 in Wendlingen gebaute „BS 1“ war das leistungsstärkste Segelflugzeug der Welt und gilt bis heute als Meilenstein der Segelflugzeugentwicklung.
- Uli Keuler (* 1952), Komiker und Kabarettist, erhielt Kleinkunstpreis Baden-Württemberg
- Marianne Erdrich-Sommer (* 1952 in Offenburg), Politikerin (Bündnis 90/Die Grünen), ehemalige Landtagsabgeordnete, Kreistagsabgeordnete, wohnt in Wendlingen
- Hanns-Martin Wagner (* 1962), Kunsthandwerker, lebt und arbeitet in Wendlingen[94]
- Anja Luithle (* 1968), Künstlerin, lebt und arbeitet in Wendlingen[95]
- Andrea Barth (* 1972), mehrfache Weltmeisterin, Europameisterin, Vizeweltmeisterin und mehrfache Deutsche Meisterin im Einer-Kunstradfahren
- Matthias Landfried (* 1975), Tischtennis-Bundesligatrainer, wohnt in Wendlingen am Neckar
- Tobias Unger (* 1979), Leichtathlet, mehrfacher Deutscher Meister im 100- und 200-Meter-Lauf[96], wohnte in Wendlingen
- Moritz Herbst (* 1993), zweifacher Vizeweltmeister im Einer-Kunstradfahren, startete für den RSV Wendlingen.[97]
- Ilgen-Nur (* 1996), Rockmusikerin, in Wendlingen aufgewachsen.
- Aileen Kuhn (* 2003), Leichtathletin, Deutsche Vizemeisterin 2023 sowie Bronzemedaillengewinnerin bei der U23-EM in Finnland 2023 im Hammerwerfen, wohnt in Wendlingen[98]